# Dassault Mirage 2000
Mirage 2000 là một loại máy bay tiêm kích đa nhiệm do hãng Dassault Aviation của Pháp thiết kế và chế tạo. Nó được thiết kế vào cuối những năm của thập niên 1970 như một máy bay chiến đấu hạng nhẹ cho Không quân Pháp, nó được đánh giá là một trong những máy bay đa nhiệm thành công của Pháp, hiện nay nó đang phục vụ tại 9 quốc gia với hơn 600 chiếc Mirage được chế tạo.

## Phát triển
Chương trình Avion de Combat Futur (ACF - Máy bay chiến đấu tương lai) được phát triển cho Không quân Pháp (Armée de l'Air - AdA) vào đầu thập niên 1970. Sau khi ACF hủy bỏ vào 18 tháng 12-1975 vì chi phí tăng cao và gặp nhiều rắc rối, Dassault đã giới thiệu Mirage 2000 như một lựa chọn khác. Đây là sự trở lại với những Mirage thế hệ thứ nhất, nhưng với vài cải tiến quan trọng được thử nghiệm để giải quyết những khuyết điểm của thế hệ thứ nhất. Đứng đầu dự án là B.C. Valliéres, J.Cabrière, J.C. Veber và B.Revellin-Falcoz.
Việc phát triển của máy bay cỡ nhỏ này đã giúp hãng Dassault có được một mẫu máy bay cạnh tranh với loại General Dynamics F-16 Fighting Falcon, F-16 đã đánh bại Dassault Mirage F1 trong một cuộc canh tranh cho vị trí máy bay tiêm kích mới trong không quân Bỉ, Đan Mạch, Hà Lan và Na Uy. Những máy bay tiêm kích một động cơ cỡ nhỏ rõ ràng được đánh giá cao hơn bởi những khách hàng nước ngoài, như kinh nghiệm đã chỉ ra đối với loại Mirage 4000 hai động cơ cỡ lớn.
Nguyên mẫu thực hiện chuyến bay đầu tiên vào ngày 10 tháng 3-1978 do phi công thử nghiệm Jean Coreau điều khiển. Dù những công nghệ mới đã được áp dụng, máy bay mới dựa trên Mirage III cho phép việc phát triển một nguyên mẫu có thể bay được chỉ mất 27 tháng từ khi chương trình bắt đầu đến khi thực hiện chuyến bay đầu tiên, dù để máy bay bắt đầu hoạt động chính thức thì phải mất đến 6 năm nữa.

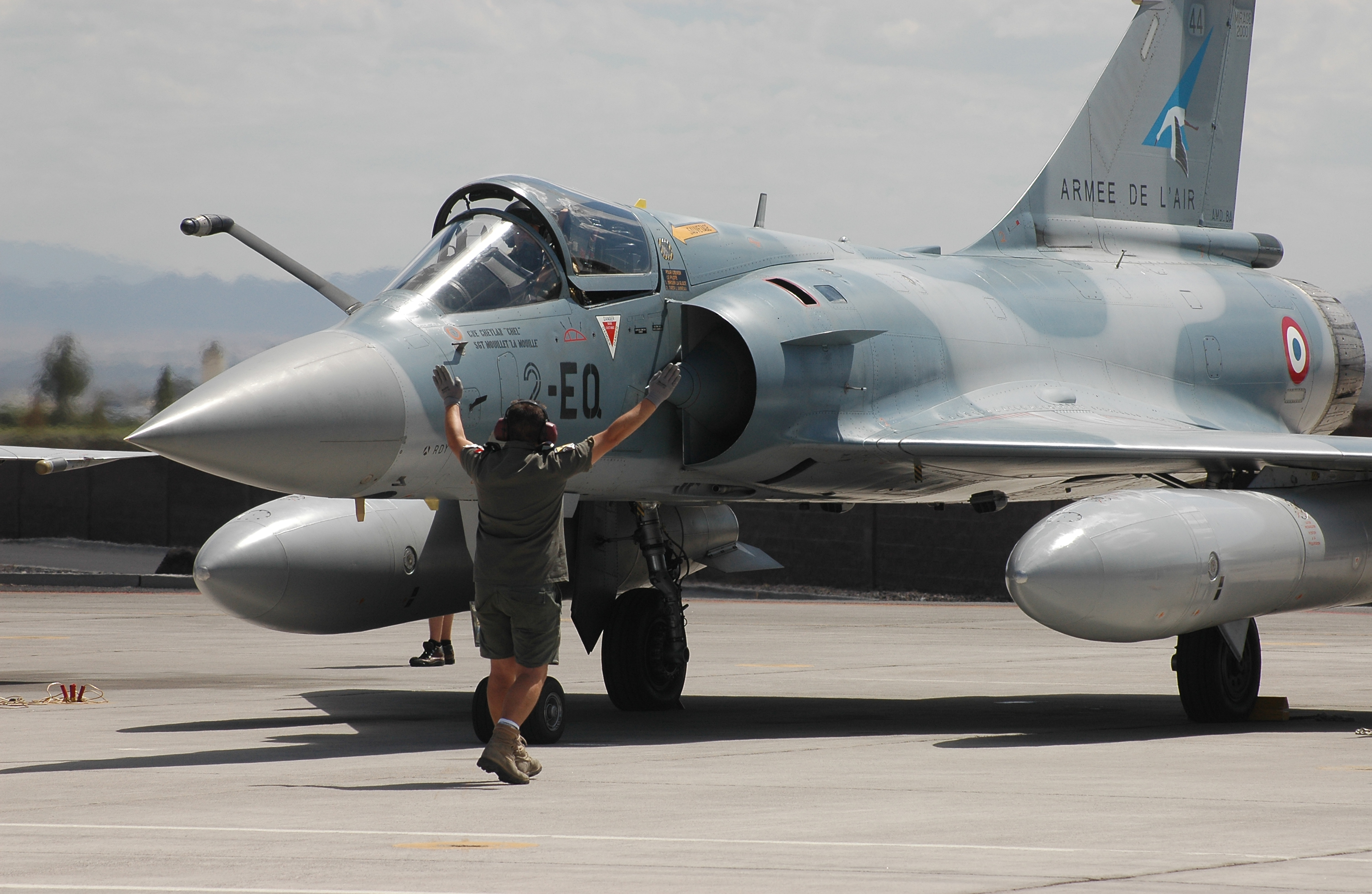
Mirage 2000 của Pháp trong cuộc tập trận Red Flag

Vào mùa hè năm 1978, tại triển lãm hàng không Farnbourgh, loại máy bay mới này đã trình diễn không chỉ khả năng điều khiển bằng tay hoàn hảo, mà còn có thể điều khiển hoàn toàn máy bay ở vận tốc 204 km/h và góc tấn là 26°. Điều này hoàn toàn gây bất ngờ đối với những người chứng kiến, nhất là lại do một máy bay tiêm kích cánh tam giác thực hiện, và đã chứng minh cách điều khiển CCD có khả năng khắc phục những thiếu sót của cánh tam giác liên quan đến việc khó điều khiển máy bay ở tốc độ thấp, trong khi giữ lại những lợi thế, như lực kéo thấp, RSC thấp, hình dáng khí động học ở tốc độ cao lý tưởng và đơn giản, do không có những đuôi nằm ngang. Mirage 2000 là một trong những ngôi sao của triển lãm hàng không đó và trở thành đối thủ trực tiếp của F-16, F-16 cũng có điều khiển CCD và sự ổn định tốt. Nguyên mẫu số 2 đã thực hiện bay vào ngày 18 tháng 9-1978 và nguyên mẫu số 3 bay vào ngày 26 tháng 9-1979. Sau 400 giờ bay, chúng được gửi tới CEV (Centre Experimental du Vol). Nguyên mẫu số 4 là một mẫu thao diễn do Dassault chế tạo cho mục đích riêng của hãng, và cuối cùng là M.2000B hai chỗ bay vào 11 tháng 10-1980.
Mẫu sản xuất đầu tiên bay vào ngày 20 tháng 11-1982, và máy bay đi vào hoạt động chính thức vào năm 1984. Thực tế đây là những máy bay tiền sản xuất, vì chúng không có tên lửa SARH (radar RDM-1) và mẫu đầu của SNECMA 'Super Atar' M-53-2. Chiếc Mirage 200 cuối cùng được giao vào 23 tháng 11-2007.
Mirage 2000 theo kế hoạch bị thay thế bởi Dassault Rafale trong Không quân Pháp, bắt đầu từ 27 tháng 6-2006. Dây chuyền sản xuất Mirage 2000 đã đóng cửa vào tháng 11-2007 sau khi chiếc máy bay cuối cùng được giao cho Không quân Hy Lạp.

## Thiết kế
Sử dụng khái niệm máy bay đánh chặn cánh tam giác từ chiếc Dassault Mirage III, Dassault đã đưa ra một thiết kế mới vẫn sử dụng kiểu cánh này. Kiểu cánh tam giác không phải lý tưởng về độ cơ động, bay cao độ thấp và chiều dài đường băng cần thiết cho việc cất hạ cánh; nhưng có ưu điểm về các đặc tính bay ở bay tốc độ cao, đơn giản trong chế tạo, diện tích phản hồi radar thấp và không gian trong.

### Đặc tính thiết kế
- Cánh tam giác mỏng đặt dưới thấp với mặt cắt vồng, góc nghiêng 58 độ phía sau, gốc cánh trộn vào thân; có hai cánh mũi nhỏ, cố định phía trước khe hút không khí. Để điều khiển bay, trên cánh có: 4 bộ phận chuyển động được (+15/-30°), 4 gờ mỏng trước, 4 phanh hơi (2 cao và 2 dưới ở mỗi cánh).
- Dù hãm đặt ở đuôi, phía trên vỏ động cơ.
- Trọng tâm nâng của máy bay được đẩy lên phía trước tâm trọng lực, khiến máy bay hơi mất ổn định giúp tăng cường khả năng cơ động.
- Một móc hãm hay bộ phận dù hãm có thể được lắp dưới đuôi. Khoảng cánh hạ cánh có thể được giảm bớt nhờ các phanh carbon mạnh. Bánh đáp mũi thu về phía sau và có thể chỉnh hướng với lốp đôi, bánh đáp sau dùng một lốp và được thu vào trong cánh.
- Một phanh không khí được lắp trên đỉnh mỗi cánh rất giống với loại phanh trên Mirage III. Một cánh đuôi dọc (tailfin) cao hơn cho phép phi công kiểm soát được máy bay ở góc tấn công lớn hơn, được hỗ trợ bởi các đường ván (strake) nhỏ đặt dọc theo mỗi cửa hút khí.
- Chiếc máy bay phản lực chiến đấu đầu tiên có độ ổn định tĩnh âm.[6]

### Cấu trúc
Cánh kim loại nhiều trụ; các bộ phận di động được bọc sợi carbon với lõi hợp kim nhẹ AG5 rỗ tổ ong; các thanh xà hợp kim rỗ tổ ong sợi carbon/nhẹ bao phủ khoang đặt hệ thống điện tử; đa phần cánh dọc đuôi và tất cả các đuôi lái đều được phủ boron/epoxy/carbon; đuôi lái có lõi hợp kim rỗ tổ ong nhẹ.

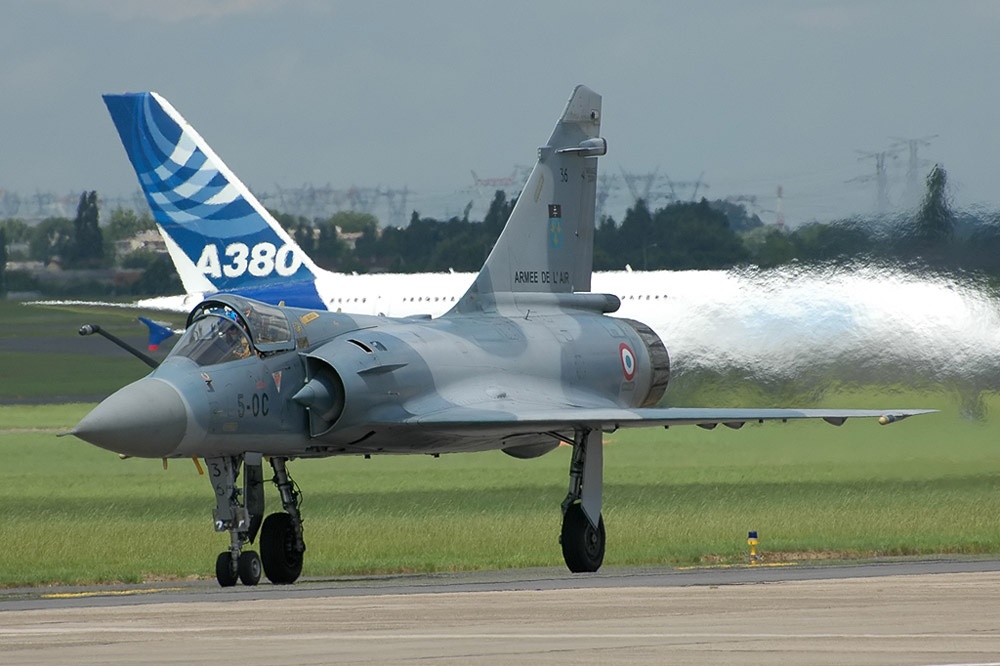
Dassault Mirage 2000C tại Triển lãm hàng không Paris 2007

### Hệ thống kiểm soát bay
Máy bay có một hệ thống kiểm soát bay fly-by-wire tự động, mang lại tính cơ động cao và dễ dàng điều khiển, cùng với độ ổn định và điều khiển chính xác trong mọi hoàn cảnh. Khung máy bay tiêm kích vốn không bền, và vì nó được kết hợp với FBW để có được độ linh hoạt tốt nhất; tuy nhiên, quan trọng hơn là cách này giúp máy bay có thể vượt tốc độ lộn vòng 270 độ/giây và cho phép máy bay đạt đến gia tốc trọng trường 11 g (giới hạn cấu trúc là 12 g), thay vì 9 như đã dự kiến. Hệ thống trên máy bay đáng tin cậy.

### Bộ phận hạ cánh
Chiếc máy bay này sử dụng kiểu bánh đáp ba bánh thu vào được do Messier-Bugatti sản xuất, bánh đúp phía trước bánh đơn phía sau. Hệ thống thu càng thủy lực, bánh trước thu về phía sau, bánh sau vào phía trong. Giảm chấn Oleo-pneumatic. Bánh trước điều khiển điện thủy lực trong khoảng (+/-45 độ). Khi ngắt điều khiển điện để điều khiển bằng tay, bánh trước có thể quay 360 độ cho việc dắt lai dưới mặt đất.

### Buồng lái

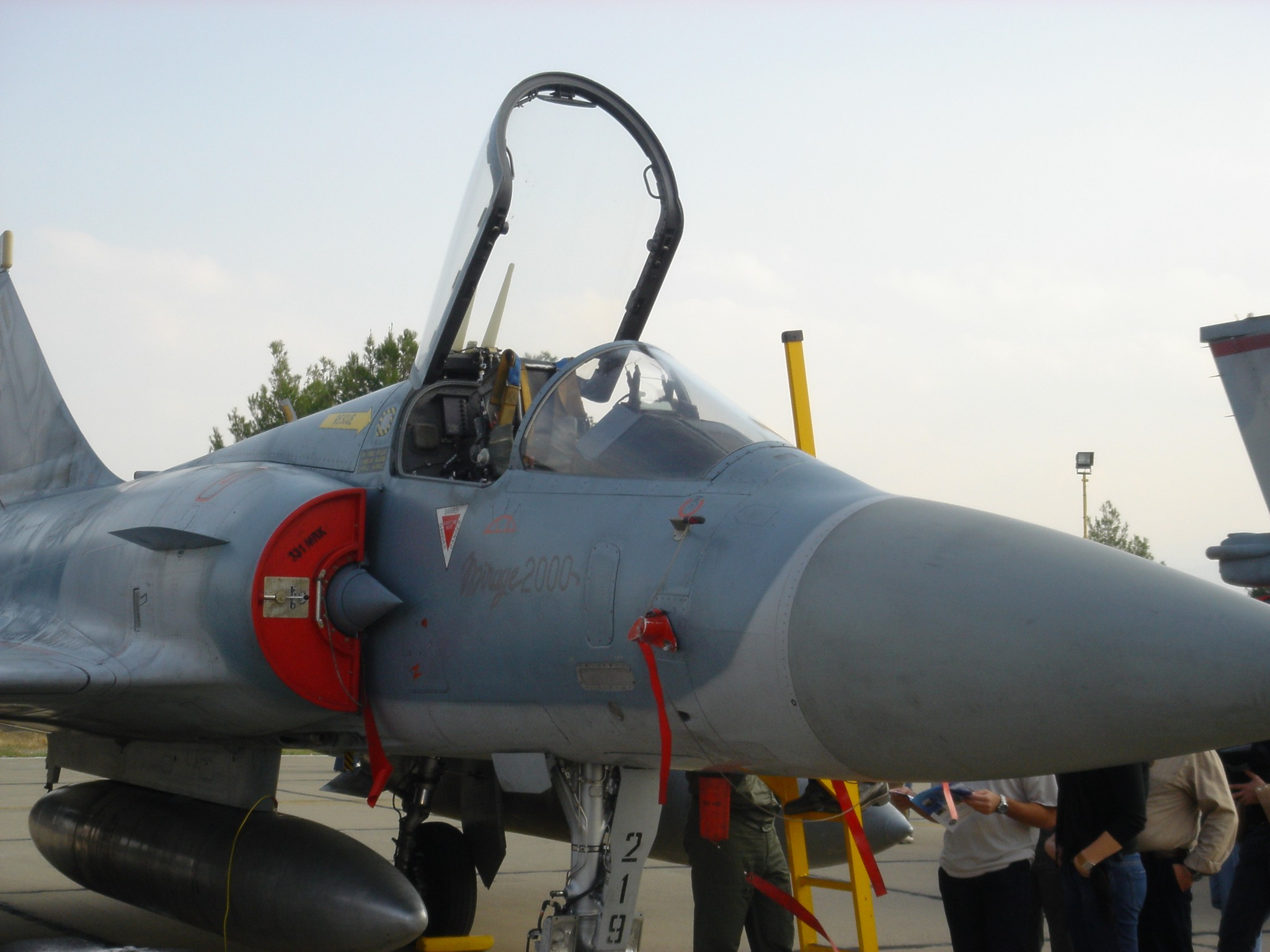
Buồng lái Mirage 2000C

Có cả phiên bản chiến đấu đa nhiệm một chỗ ngồi và hai chỗ ngồi. Phi công điều khiển máy bay bằng một cần điều khiển ở giữa và tay ga ở bên trái, kết hợp cả hai thành thanh điều khiển (hands-on-throttle-and-stick) (HOTAS). Phi công ngồi trên một ghế phóng SEMB Mark 10 zero-zero, phiên bản chế tạo theo giấy phép của Martin-Baker Mark 10 Anh Quốc. Không giống như F-16, phi công ngồi trong một vị trí truyền thống, không có độ dốc ngược ra sau như ghế của F-16. Buồng lái khá nhỏ, và không có vòm bọt. Dù vậy, tầm nhìn từ buồng lái vẫn khá tốt, nhưng kém hơn so với F-16, đặc biệt tại vị trí '6 giờ' (nhìn về phía sau).
Bảng điều khiển (trên Mirage 2000 C) chủ yếu gồm một hệ thống hiển thị trước mặt (HUD) với màn hình radar VMC 180 nằm ở trung tâm bên dưới nó. Phía dưới bên trái là bảng kiểm soát dự trữ, và trên nó là các thiết bị hoa tiêu và thiết bị đo độ cao. Nửa phía phải bảng thiết bị có màn hình hiển thị cho động cơ và các hệ thống. Phía bên trái buồng lái, ngay phía trước thanh điều khiển ga, là các nút kiểm soát thiết bị liên lạc, gồm cả radio mã hóa Have Quick.

### Hệ thống điện tử
Các hệ thống điện tử tiêu chuẩn cho Mirage-2000B/C gồm:
- Hệ thống dẫn đường quán tính (INS) Sagem ULISS 52, thiết bị đo độ cao vô tuyến TRT.
- Hệ thống hiển thị dữ liệu radar dẫn đường Sextant TMV-980 (gồm VE-130 hướng lên và VMC-180 hướng xuống) (2 bộ hướng xuống cho phiên bản 2000N/D). Màn hình phối hợp cả hướng lên/hướng xuống lấy chuẩn ở vô cực, và cung cấp dữ liệu liên quan tới kiểm soát bay, dẫn đường, bắt mục tiêu và khai hoả vũ khí. Dữ liệu từ các cảm biến và kiểm soát hệ thống được hiển thị trên hai màn hình màu ở bên.
- Máy tính số trung tâm Dassault Electronique Type 2084, kênh dữ liệu số Digibus (2084 XR in 2000D) và máy tính dữ liệu trên không Sextant Avionique Type 90.
- Thiết bị tiếp sóng LMT NRAI-7A IFF, một máy nhận tín hiệu cảnh báo IO-300-A, máy thu phát vô tuyến TRT ERA 7000 V/UHF com, TRT ERA 7200 UHF hay EAS mã hóa liên lạc đàm thoại.

#### Radar

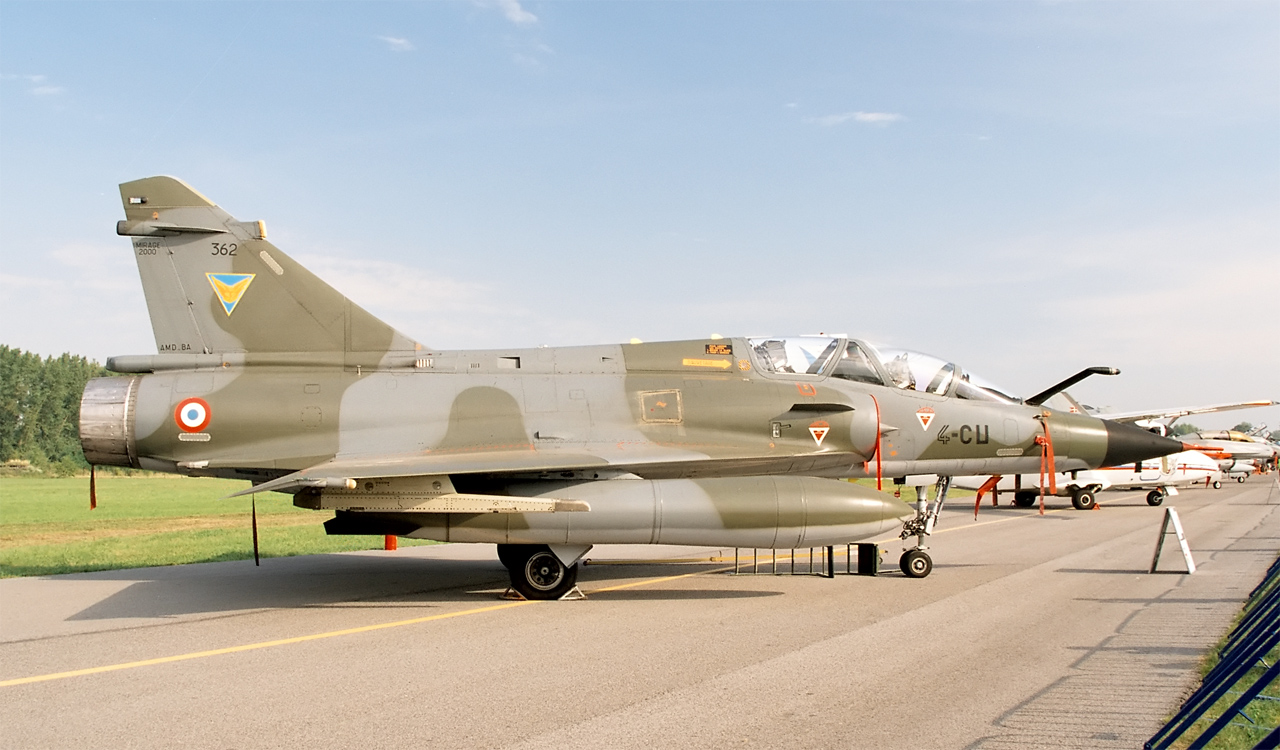
Mirage 2000 trong triển lãm hàng không Radom 2005

- Radar đa nhiệm Thomson-CSF RDM hay radar xung Doppler Dassault Electronique/Thomson-CSF RDI cho Mirage 2000C/D, mỗi chiếc đều có tầm hoạt động 54 nm (100 km / 62 dặm). Loại radar này phát triển từ radar Cyrano, với các khối xử lý và khả năng look-down/shoot-down. Tầm hoạt động hiệu quả đạt 60–70 km với khả năng khiêm nhường chống lại các mục tiêu bay thấp. Nó được kết nối với đạn tự hành Super R.530F, và trang bị cho 37 chiếc đầu tiên giao cho Không quân Pháp (Armée de l'Air) và đa số những chiếc Mirage xuất khẩu. Nó có khả năng đa nhiệm, thực hiện các nhiệm vụ không đối đất, đối hải, bao gồm cả vai trò chống hạm. Radar RDM ban đầu không được kết nối với đạn tự hành Super R.530F, nhưng nó đã được giải quyết nhanh chóng.
- Radar đánh chặn RDI. Một radar chuyên dụng cho các nhiệm vụ không đối không được trang bị chủ yếu cho Mirage 2000C của Armée de l'Air. Nó có tầm hoạt động được nâng cao lên 150 km, và được liên kết với đạn tự hành Super R.530D; được cải tiến sánh với "Super R.530F". Khả năng look-down/shoot-down cũng được cải tiến, nhưng radar này không thường được sử dụng cho vai trò không đối đất và đối hải.
- Radar Dassault/Thales Antilope 5 với khả năng thám sát địa hình cho phiên bản Mirage 2000N Tấn công Hạt nhân.
- RDY (radar Doppler Đa mục tiêu) của Thales được phát triển cho Mirage 2000-5. Radar thế hệ 3 có khả năng theo dõi nhiều mục tiêu (tương tự như AWG-9) và điều khiển đạn tự hành MICA. Radar này trang bị trên hầu hết những chiếc Mirage 200 xuất khẩu, cũng như những chiếc Mirage 2000RDM nâng cấp thành tiêu chuẩn của Mirage 2000-5.

#### Hệ thống đối phó điện tử
- Thiết bị nhận tín hiệu cảnh báo radar (RWR) của Thales Serval với các ăngten trên đầu cánh và phía sau đỉnh cánh đuôi.
- Thiết bị làm nhiễu tần số vô tuyến của Dassault Sabre SF trong một trụ bên dưới đáy cánh đuôi, với ăngten phía trước cánh đuôi.
- Hệ thống phát pháo sáng Dassault Eclair dưới đuôi, sau này được thay bằng hệ thống của Matra Spirale, lắp bên dưới phía sau mỗi cánh, chứa tối đa 224 viên đạn.

### Động cơ

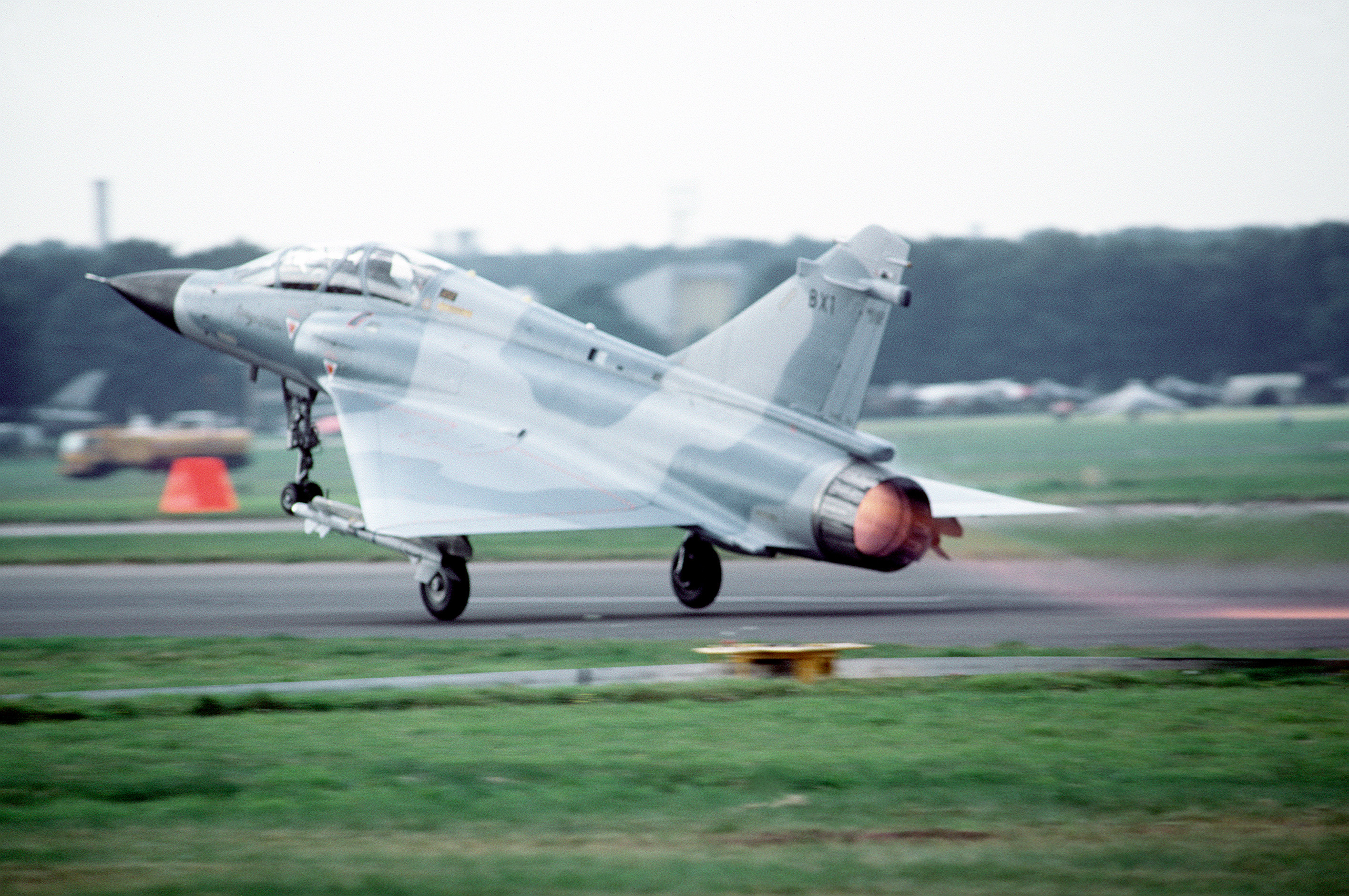
Mirage 2000 cất cánh sử dụng tối đa buồng đốt lần hai.

Mirage 2000 được trang bị một động cơ phản lực cánh quạt đẩy SNECMA M53-5 hay SNECMA M53-P2 tỷ lệ đường vòng thấp theo các phiên bản Mirage 2000 khác nhau, cung cấp 64 kN lực đẩy khô và 98 kN khi sử dụng buồng đốt lần hai. Các cửa hút khí được trang bị một lõi hình bán trụ nón điều chỉnh được, cung cấp một chấn xung áp lực không khí tăng hiệu năng hút khí. Tổng lượng nhiên liệu chứa trong là 3.978 L với Mirage 2000C và E, và 3.904 L với Mirage 2000B, N, D và S. Có thể lắp thêm 1 thùng nhiên liệu phụ vứt được 1300 L lắp ở giữa thân và 2 thùng 1700 L dưới cánh.

### Trang bị vũ khí và tải trọng
Mirage 2000 có thể mang tới 6.3 tấn (13.900 lb) (hoặc 7 tấn đối với phiên bản -9) vũ khí trên chín giá treo, với hai mấu trên mỗi cánh và năm dưới thân. Một thiết bị nạp dầu trên không tháo bỏ được được lắp phía trước buồng lái, hơi xiên theo phía phải.
Trang bị vũ khí chủ yếu của Mirage 2000 gồm:
- Vũ khí gắn trong gồm 2 khẩu pháo DEFA 554 (hiện nay là GIAT 30-550 F4) 30 mm với 125 viên đạn mỗi khẩu. Những khẩu pháo có thể bắn với tốc độ 1.200 hoặc 1.800 viên/phút. Trọng lượng đạn là 275 g và có vận tốc ra khỏi nòng là 800 m/s. Thậm chí nếu đây không phải là một giá trị ấn tượng (vì tiêu chuẩn đạn 30x113) cái này tạo khả năng bắn một khối lượng đạn lên đến 16 kg/s, trong khi khẩu M61 Vulcan chỉ là 6 kg (theo lý thuyết cực đại ROF) (trọng lượng đạn khoảng 100 gr).
- Đạn tự hành không đối không tầm trung điều khiển bằng radar bán chủ động Matra Super 530 rên các giá treo phía trong cánh.

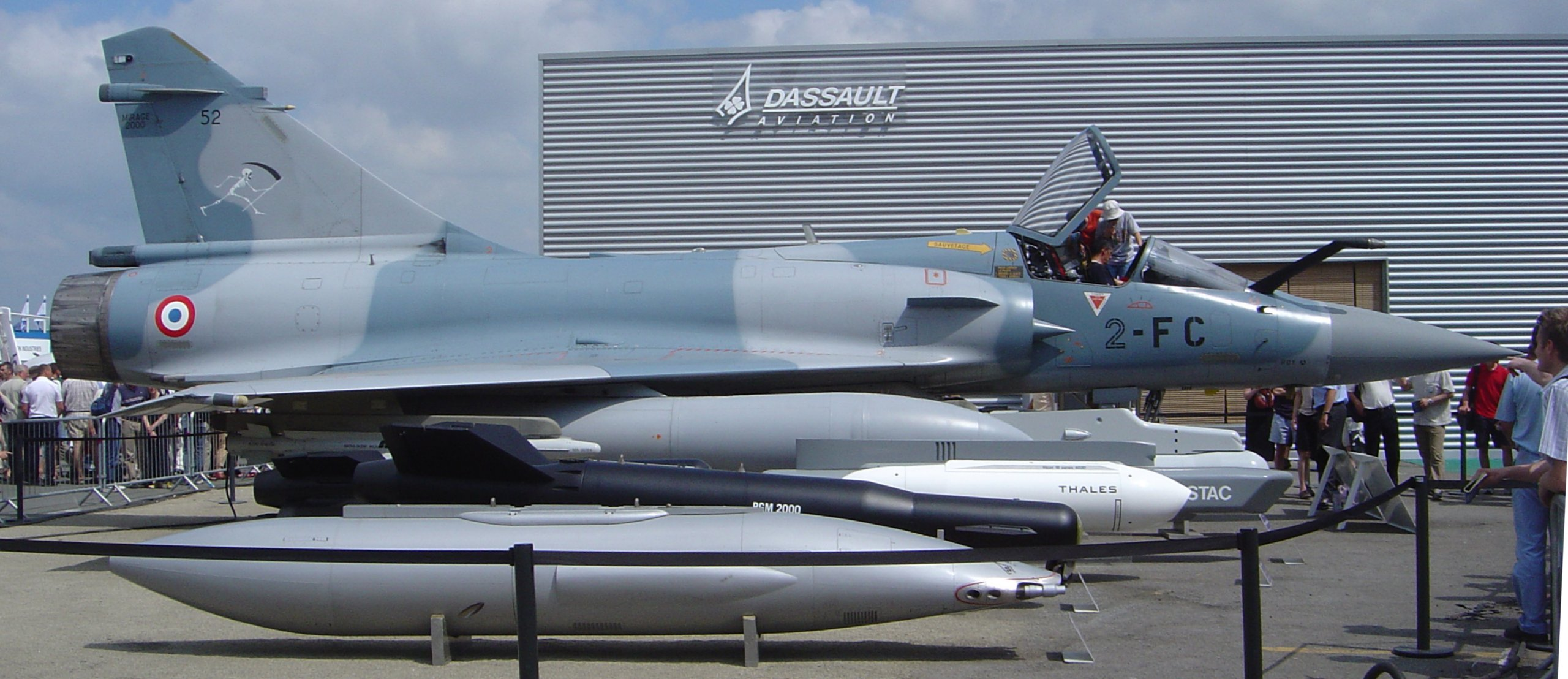
Vũ khí của Mirage 2000

- Đạn tự hành MICA đang thay thế những loại đạn tự hành khác cũ hơn. Nó chỉ có thể sử dụng trên Mirage 2000-5 và những mẫu tiên tiến hơn. Nó có nhiều lợi thế so với những đạn tự hành trước đó như trọng lượng, chỉ có 110 kg sao với 250–270 kg. Điều này cho phép máy bay mang tới 5 đạn tự hành dưới bụng. Mạng liên kết dữ liệu, radar chủ động và lái tự động khiến vũ khí này có thể so sánh được với tên lửa AMRAAM hạng nặng. Tầm bay đạt 60 km, thậm chí nhiều hơn Super R.530D. Vì thế một chiếc Mirage 2000-5 trang bị với 4 tên lửa MICA có thể tiêu diệt 4 mục tiêu cùng lúc với một khoảng cách lên đến 60 km, trong khi Mirage 2000 RDI chỉ có thể tấn công 2 mục tiêu (không cùng lúc).
- Đạn tự hành không đối không tầm gần tầm nhiệt Matra Magic được gắn trên các giá treo bên ngoài. Các đạn tự hành khác cũng được tương thích, vì Magic bản thân nó có nghĩa như 'tương thích Sidewinder, do đó AIM-9J/P/L thường được sử dụng trên những chiếc Mirage xuất khẩu, và những tên lửa hồng ngoại khác cũng được trang bị cho Mirage.
- Mirage 2000C có thể mang vũ khí không đối đất như tên lửa Matra 68 mm (18 quả), bom bi (bao gồm 250, 400, 1000 kg của Pháp và seri Mk 80), và bom chùm như Belouga hay các loại khác của nước ngoài. Một số phiên bản phụ, đặc biệt được trang bị với RDM (chủ yếu sử dụng cho các phiên bản xuất khẩu) có khả năng tương thích với đạn tự hành chống hạm Exocet.

## Lịch sử hoạt động

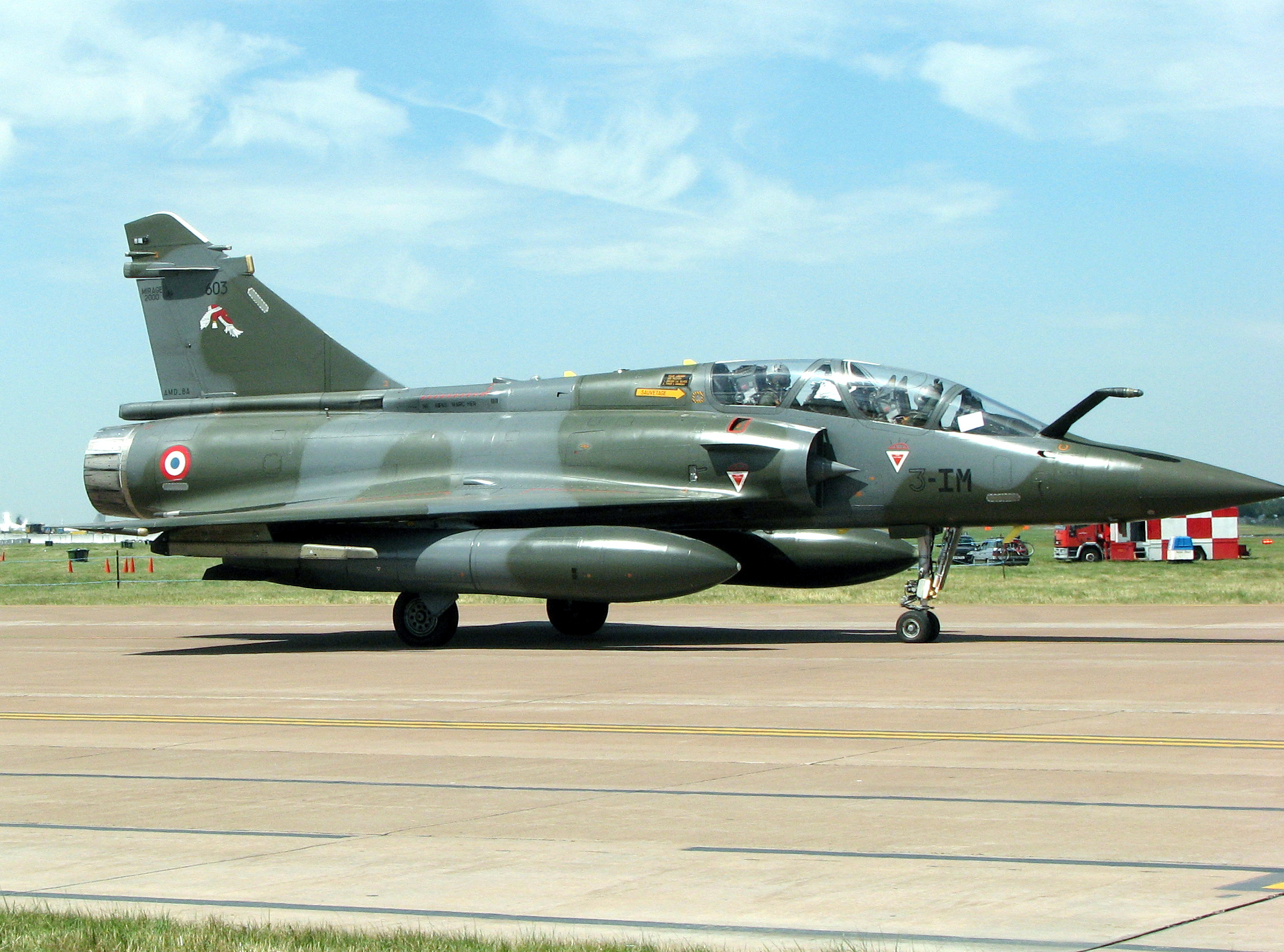
Mirage 2000D của không quân Pháp

Những chiếc Mirage 2000 của Pháp đã được sử dụng trong Chiến tranh Vùng Vịnh dù ít thấy trong hoạt động chiến đấu. Những chiếc Mirage của Các tiểu vương quốc Ả Rập thống nhất cũng có mặt trong cuộc chiến tranh này nhưng ít hay không hề tham chiến.
Những chiếc Mirage 2000 của Pháp tham gia với vai trò nổi bật trong những chiến dịch không kích của Liên hiệp quốc và NATO tại Nam Tư cũ, chỉ một chiếc bị bắn hạ trên bầu trời Bosnia bởi một quả tên lửa đất đối không tầm nhiệt của Quân đội Republika Srpska năm 1995, dẫn tới những nỗ lực cải tiến hơn nữa các hệ thống phòng vệ.
Vào 10 tháng 10-1996, một chiếc Mirage 2000 của Hy Lạp đã bắn một quả tên lửa R550 Magic 2 và bắn hạ một chiếc F-16D (số 91-0023) của Thổ Nhĩ Kỳ phía trên biển Aegea, phi công chính bị thiệt mạng, phi công phụ nhảy dù và bị các lực lượng của Hy Lạp bắt làm tù binh.
Những chiếc Mirage 2000D của đã tham gia vào cuộc can thiệp tại Afghanistan năm 2001-2002, hoạt động kết hợp với các lực lượng quốc tế và thực hiện những phi vụ ném bom với loại bom dẫn đường LGB.
Vào mùa hè năm 2007, sau khi những máy bay tiêm kích Rafale đã ngừng hoạt động trên chiến trường Afghanistan, Pháp đã huy động 2 chiếc Mirage 2000 khác đến để thay thế trong vai trò hỗ trợ các đơn vị của NATO.
Chiến tranh Kargil, 1999: Ấn Độ đã trao nhiệm vụ tấn công hạt nhân cho những chiếc Mirage 2000 của họ. Năm 1999 khi cuộc xung đột Kargil bùng phát, bởi tất cả những chiếc máy bay Nga trong không quân Ấn Độ (MiG-21, MiG-23, MiG-27) đều gặp vấn đề khi hoạt động ở độ cao lớn hay tỏ ra kém cỏi trước MANPAD của đối phương, Mirage 2000 đã chứng tỏ khả năng lý tưởng khi thực hiện nhiệm vụ ném bom ở độ cao lớn. Mirage 2000 cũng cho thấy khả năng tốt trong toàn bộ cuộc xung đột, dù những chiếc Mirage được cung cấp cho Ấn Độ đều có khả năng ngăn chặn trên không hạn chế và phải được chuyển đổi nhiều để có thể ném bom câm và bom dẫn đường laser. Hai phi đội Mirage đã thực hiện tổng cộng 515 lần xuất kích, và trong 240 phi vụ tấn công ném 55.000 kg vũ khí. Bảo dưỡng đơn giản và có tỷ lệ xuất kích rất cao (so với các máy bay chiến đấu Nga trong Không quân Ấn Độ) khiến Mirage 2000 trở thành loại máy bay chiến đấu hiệu quả nhất của Không quân Ấn Độ trong cuộc xung đột này.

## Biến thể

### Mirage 2000C

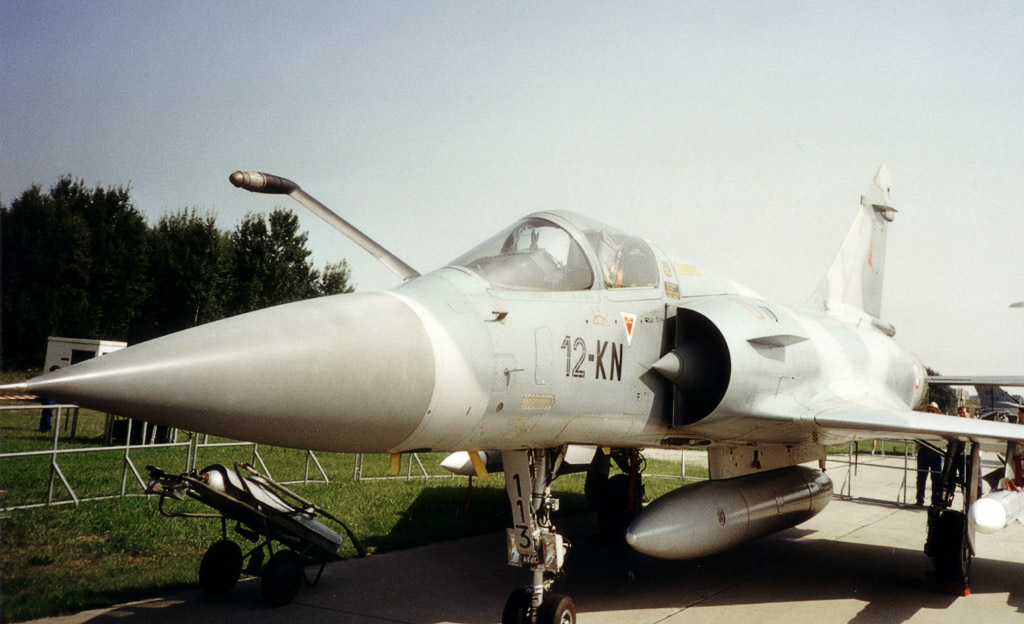
Mirage 2000C của Pháp

Chiếc Mirage 2000 đầu tiên đi vào hoạt động là một chiếc tiêm kích đánh chặn một chỗ ngồi Mirage 2000C. Có bốn nguyên mẫu một chỗ ngồi, gồm cả nguyên mẫu Mirage 2000 đầu tiên. Chiếc Mirage 2000C sản xuất đầu tiên cất cánh năm 1982. Công việc giao hàng bắt đầu năm 1983. Phi đội hoạt động đầu tiên được thành lập năm 1984, kỷ niệm lần thứ 50 ngày thành lập Không quân Pháp. Tổng cộng 124 Mirage-2000C đã được chuyển giao cho Không quân Pháp.
37 chiếc Mirage 2000C được chuyển giao đầu tiên được trang bị radar Thomson-CSF RDM (Radar Doppler đa chức năng) và sử dụng động cơ phản lực cánh quạt đẩy SNECMA M53-5. Chiếc Mirage 2000C thứ 38 sử dụng động cơ phản lực cánh quạt đẩy SNECMA M53-5 P2 cải tiến. Radar Xung Doppler (RDI) do Thales sản xuất không được sử dụng tới tận năm 1987.
Những cải tiến mới nhất gồm:
- Chế độ Nhận diện mục tiêu không phối hợp (NTCR: Non-Cooperative Target Recognition) trên radar RDI cho phép nhận diện các mục tiêu trên không không đáp ứng với IFF.
- Tích hợp với tên lửa mới nhất Matra MICA (Missile d'Interception, de Combat et d'Autodefense: tên lửa ngăn chặn, chiến đấu và tự phòng thủ) tầm nhiệt bằng hồng ngoại. Phiên bản dẫn đường bằng radar của MICA sẽ không được hỗ trợ cho các phiên bản trước đây của Mirage 2000.
- Những chiếc Mirage 2000 của Ấn Độ được cải tiến để mang tên lửa R-73AE Archer của Nga và tên lửa Astra do Ấn Độ chế tạo.

### Mirage 2000B

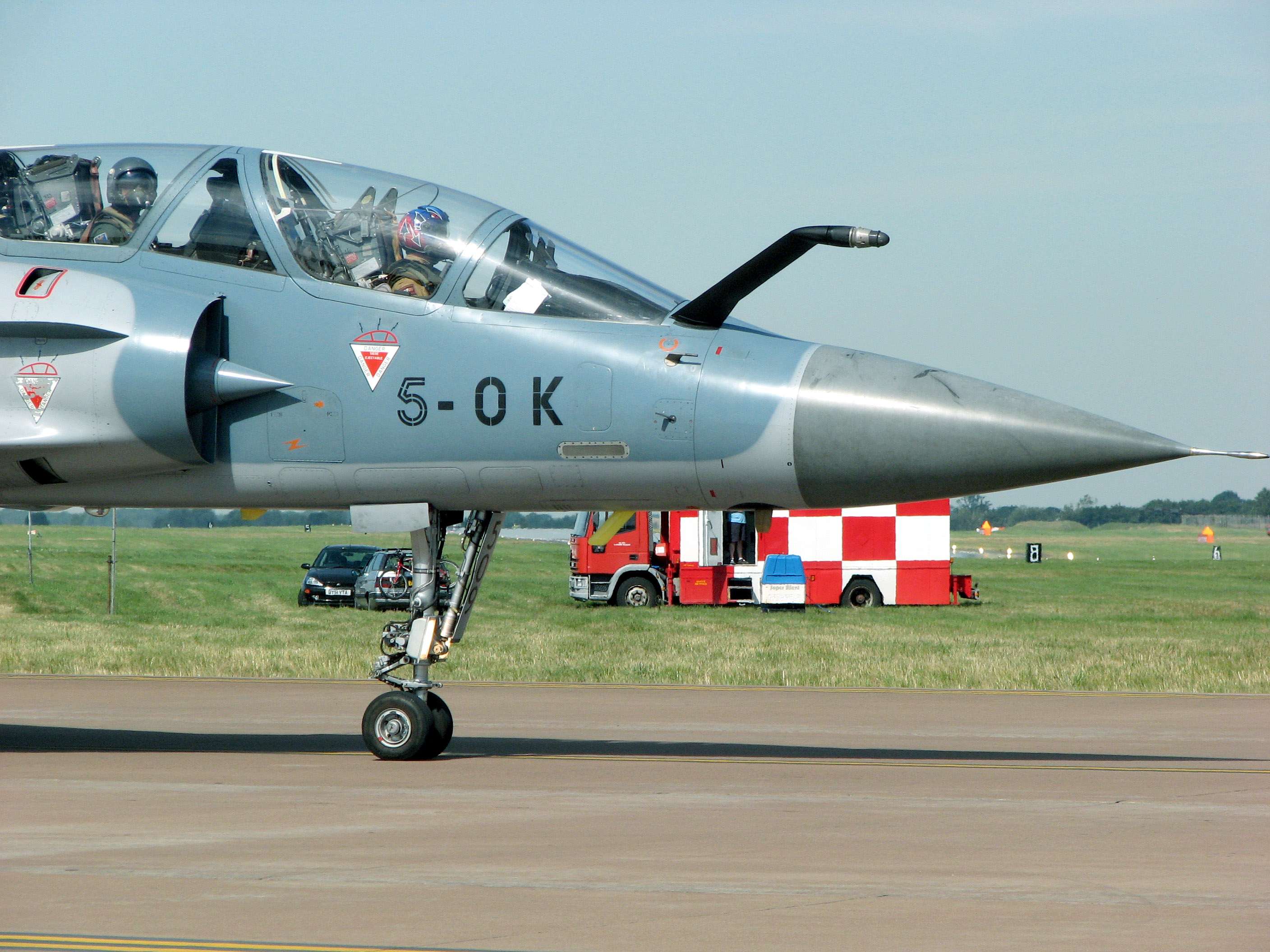
Mirage 2000B chụp gần.

Mirage 2000B là một phiên bản huấn luyện 2 chỗ ngồi chuyển đổi hoạt động, bay lần đầu vào ngày 11-10-1980. Không quân Pháp đã đặt 30 chiếc Mirage 2000B.

### Mirage 2000N và 2000D
Mirage 2000N là một phiên bản tấn công hạt nhân được chế tạo để mang tên lửa hạt nhân Aerospatiale Air-Sol Moyenne Portee (ASMP). Chuyến bay thử nghiệm đầu tiên của 2 nguyên mẫu bắt đầu vào 3 tháng 2-1983, và Mirage 2000N bắt đầu hoạt động chính thức vào năm 1988. Tổng cộng có 75 chiếc được chế tạo.
Mirage 2000D một phiên bản tấn công thông thường được phát triển từ Mirage 2000N. Chuyến bay đầu tiên của nguyên mẫu Mirage 2000D, đây là nguyên mẫu Mirage 2000N sửa đổi, diễn ra vào 19 tháng 2-1991. Chuyến bay đầu tiên của sản phẩm chính thức được thực hiện ngày 31 tháng 3-1993, và bắt đầu hoạt động chính thức năm 1995. Tổng cộng có 86 chiếc được chế tạo.

### Mirage 2000-5

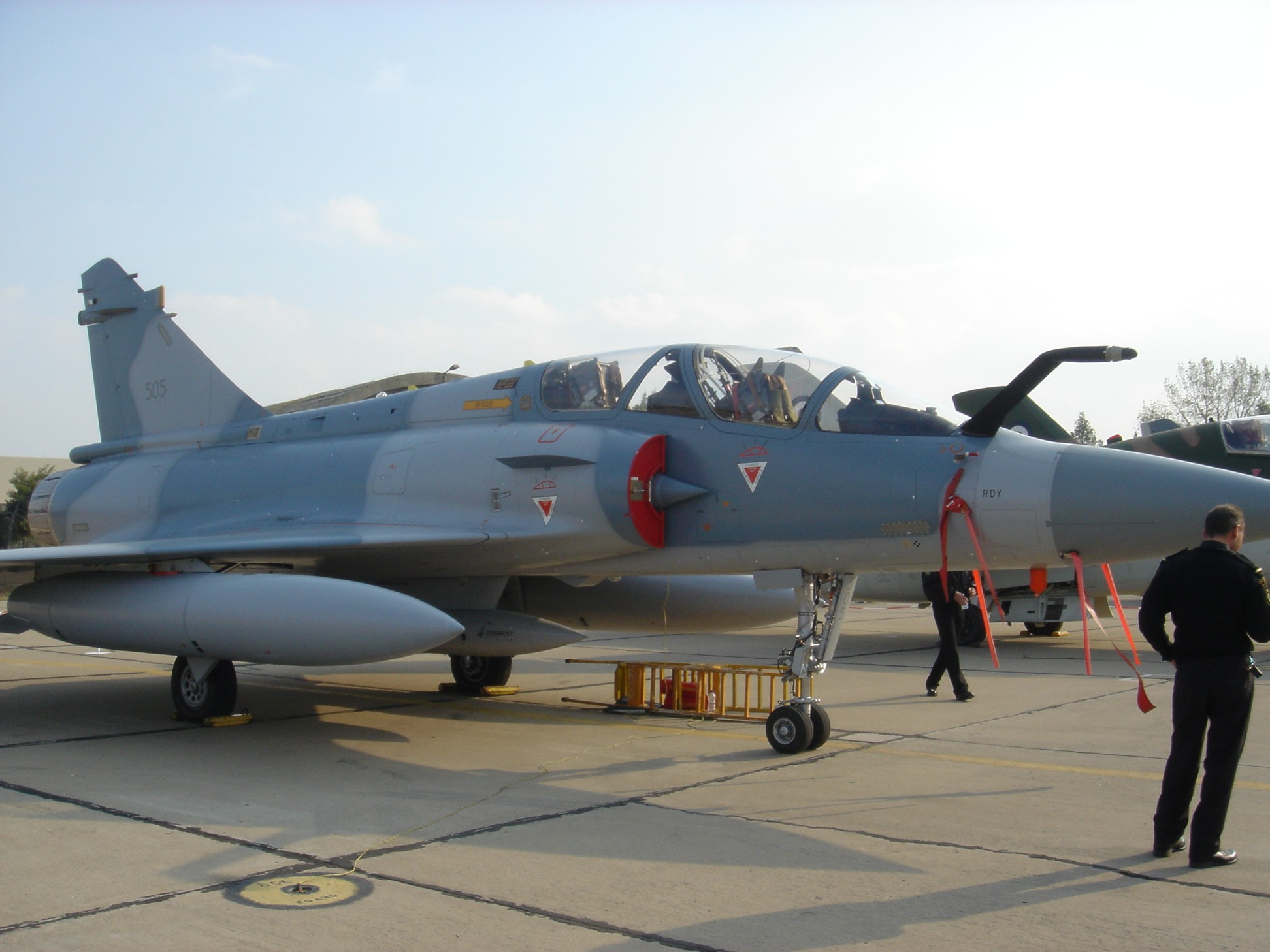
Mirage 2000-5D của Hy Lạp

Vào cuối thập niên 1980, Mirage 2000 bắt đầu xuống cấp giống như những kiểu đời đầu của F-16, do đó Thomson-CSF bắt đầu thực hiện các nâng cấp lấy kinh phí từ nguồn quỹ riêng của hãng trên phiên bản Mirage 2000C và sau đó đổi tên thành Mirage 2000-5. Một nguyên mẫu Mirage 2000B hai chỗ cũng được sửa đổi phần lớn như nguyên mẫu đầu Mirage 2000-5, và nó bay lần đầu vào 24 tháng 10-1990. Một nguyên mẫu Mirage 2000C sau đó cũng được sửa đổi lại để trở thành tiêu chuẩn tương tự, nó bay lần đầu vào 27 tháng 4-1991.
Đặc điểm:
- Radar xung Doppler đa nhiệm của Thales (RDY). Radar RDY là trái tim của quá trình nâng cấp, giúp máy bay có khả năng theo dõi nhiều mục tiêu thực sự. Nó có thể đồng thời phát hiện lên đến 24 mục tiêu và theo dõi 8 mục tiêu lựa chọn ưu tiên, trong khi dẫn đường cho 4 tên lửa MICA EM tấn công 4 mục tiêu khác nhau cùng lúc.
- Hệ thống đối phó ICMS 2 và hệ thống cảnh báo tên lửa Samir DDM nâng cấp. ICMS 2 kết hợp với một hệ thống xử lý tín hiệu ở mũi cho thao tác phát hiện kết nối dữ liệu chỉ huy tên lửa đối phương. Thiết bị phòng vệ của máy bay có thể kết hợp với hệ thống phân tích sau nhiệm vụ mặt đất và lên kế hoạch lập trình nhiệm vụ mới.
- Buồng lái kính mới được bố trí mượn từ chương trình Rafale với 3 màn hình màu đa chức năng MFD, một màn hình hiển thị trước mặt góc rộng (HUD) / hiển thị trên cao liên kết kép và thanh điều khiển HOTAS. Buồng lái tương thích với NVG.
- Hệ thống ngắm bắn mục tiêu bao gồm thiết bị chỉ thị Thales TV/CT CLDP cung cấp khả năng bắn các vũ khí dẫn đường bằng laser trong điều kiện thời tiết ngày và đêm.
- Một phiên bản hai chỗ cũng được phát triển. Ghế sau có HUD nhưng không phải màn hình hiển thị trên cao kết hợp, và như những thế hệ hai chỗ đầu tiên, nó không có pháo gắn sẵn (dù các khẩu pháo gắn ngoài có thể trang bị cho máy bay).
- Mirage 2000-5 còn có thể mang được thùng nhiên liệu phụ vứt được cỡ lớn, được phát triển từ Mirage 2000N, giúp máy bay mở rộng tầm hoạt động.

Năm 1993, AdA quyết định nâng cấp 37 chiếc Mirage 2000 hiện đang có của mình thành tiêu chuẩn 2000-5 như một thay thế tạm thời trước khi Rafale bắt đầu hoạt động trong AdA. Máy bay nâng cấp có tên gọi là Mirage 2000-5F, và trở lại hoạt động năm 2000. Chúng giữ lại hệ thống đối phó điện tử cũ với các bộ phận Serval/Sabre/Spirale và không sử dụng hệ thống ICMS 2.
AdA hiện nay đang xem xét những nâng cấp cho kiểu này, bao gồm hệ thống liên kết dữ liệu MIDS, tên lửa MICA hồng ngoại và hệ thống ngắm bắn / hiển thị trên mũ Thales Topsight.

#### Mirage 2000-5 Mark 2

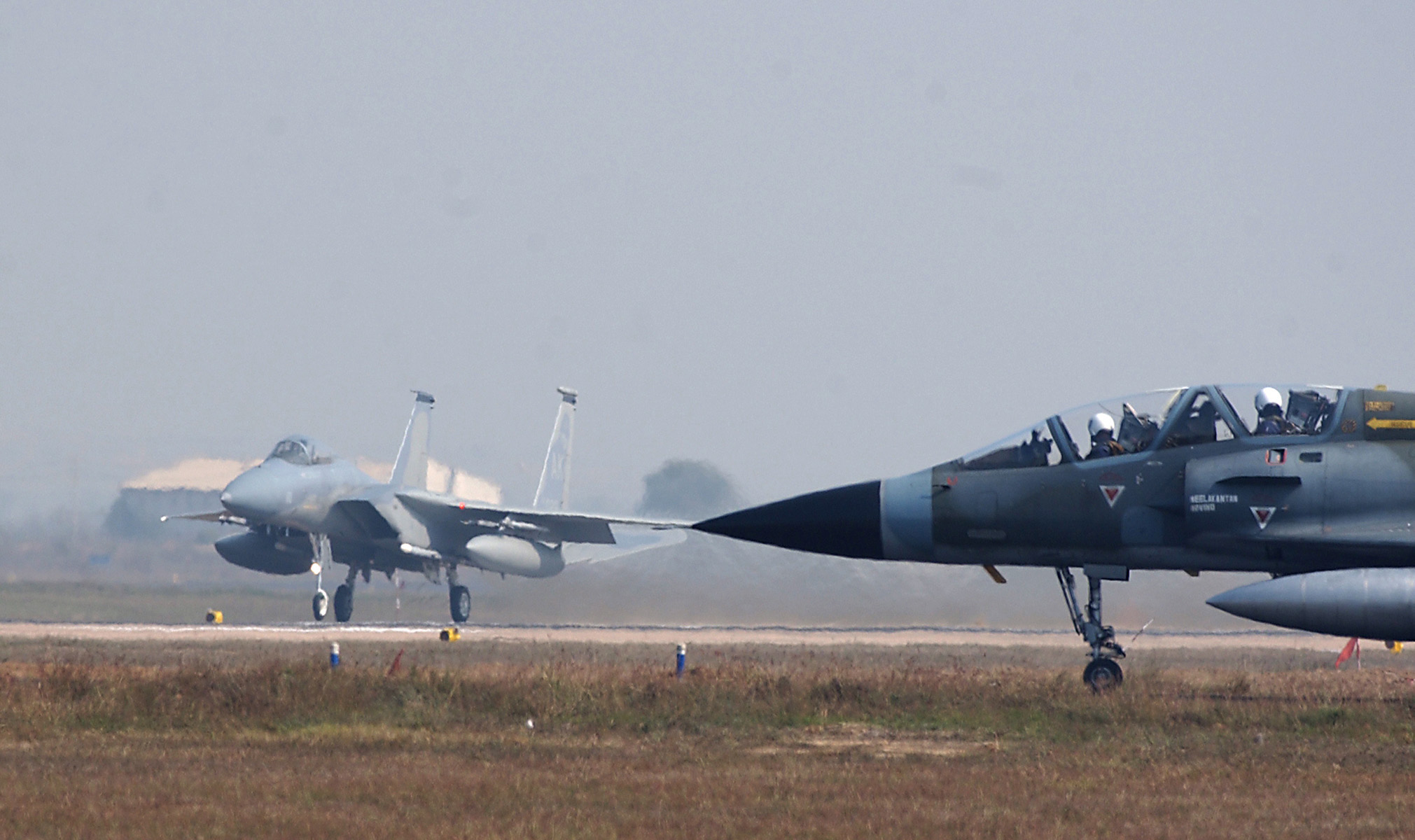
Mirage 2000H của Ấn Độ và F-15 trong một cuộc tập trận.

Dassault mở rộng các cải tiến của Mirage 2000-5 với một phiên bản cải tiến xa hơn là Mirage 2000-5 Mark 2, đây là một phiên bản nâng cao, đa nhiệm hoàn toàn của Mirage 2000-5. Đây là phiên bản tiên tiên nhất hiện nay của Mirage 2000.
Đặc điểm:
- Radar Thales RDY-2. Hệ thống radar này có cấu hình tương tự như radar RDY ban đầu, nhưng nổi bật với hai chế độ không đối đất mới, bao gồm chế độ tạo ảnh radar khẩu độ tổng hợp (SAR) độ nét cao với khả năng chỉ thị mục tiêu di động (MTI), giúp máy bay có thể bắt mục tiêu trọng mọi điều kiện thời tiết ngày/đêm. Đặc biệt radar có khả năng thao tác xác suất chặn thấp (LPI), với mẫu đầu ra đời khác nhau trong một mẫu có vẻ ngẫu nhiên, có thể ngăn chặn RWR của đối phương từ mục tiêu mà nó đang nhắm tới.
- Modular Data Processing Unit (MDPU - Khối xử lý dữ liệu mô đun) công suất cao được thiết kế cho Rafale.
- Thales Totem 3000 mới với con quay laser và khả năng GPS, cung cấp độ chính xác tốt hơn, độ tin cậy cao hơn, và thời gian thay thế hệ thống ULISS 52 cũ ngắn hơn. Nó làm việc phối hợp với một hệ thống bám sát địa hình.
- Bộ đối phó điện tử số ICMS 3 được phân loại cải tiến.
- Hệ thống cung cấp oxi mới (OBOGS).
- Buồng lái cũng được nâng cấp, giữ lại cách bố trí chung, nhưng có những màn hình hiển thị màu lớn hơn và hiện đại hơn. Hệ thống ngắm bắn / hiển thị trên mũ phi công Thales Topsight cũng được đưa vào tùy chọn.
- Mirage 2000-5 Mark 2 bao gồm một hệ thống liên kết dữ liệu về mục tiêu cho tên lửa MICA ER và có thể mang theo thiết bị theo dõi, ngắm bắn mục tiêu Damocles.
- Nâng cấp xa hơn: thiết bị nhận dạng thị giác Thales AIDA; công nghệ sử dụng trên Rafale sẽ được áp dụng vào trong Mirage 2000, bao gồm cảm biến hồng ngoại và quang học cho IFF và mục tiêu. Nó sẽ sử dụng trên Mirage 2000-5F của AdA. Người ta hy vọng những phát triển xa hơn nữa của kiểu thế hệ thứ hai sẽ bao gồm một thiết bị thu GPS, liên kết dữ liệu MIDS, và cảm biến tầm xa.
- Hệ thống ngắm bắn trên mũ phi công Topsight E.

### Mirage 2000E
"Mirage 2000E" là tên gọi chung cho seri phiên bản xuất khẩu của Mirage 2000. Máy bay có động cơ M53-P2 và radar tăng cường "RDM+", và đều có thể mang thiết bị ngắm mục tiêu laser ban ngày ATLIS II.

#### Mirage 2000M (Ai Cập)
Ai Cập là khách hàng nước ngoài đầu tiên, đã đặt mua 16 chiếc Mirage 2000M một chỗ và 4 chiếc Mirage 2000BM huấn luyện vào cuối năm 1981, việc chuyển giao bắt đầu vào năm 1986. Ai Cấp cũng mua thiết bị ATLIS II và rất nhiều loại đạn dược, bao gồm tên lửa không đối không Magic và Super 530, tên lửa không đối đất dẫn đường bằng laser AS-30L, và tên lửa chống bức xạ Armat.

#### Mirage 2000H (Ấn Độ)

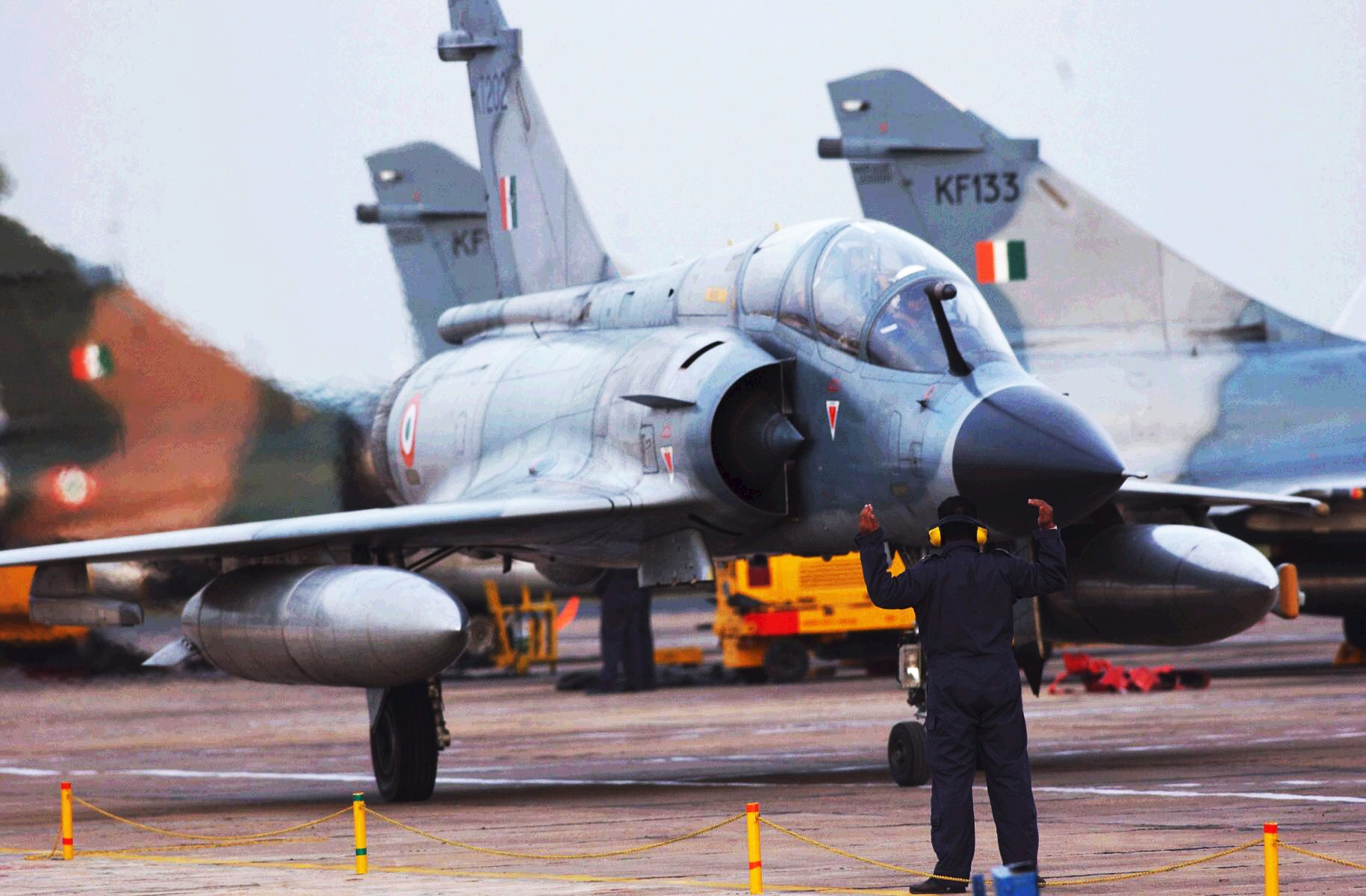
Mirage 2000H của Không quân Ấn Độ.

Ấn Độ đã mua tổng cộng 49 chiếc, bao gồm 42 chiếc một chỗ và 7 chiếc hai chỗ. Không quân Ấn Độ đặt tên cho nó là Mirage Vajra (Thunderbolt - Tia sét).
- Khi Ấn Độ muốn những máy bay tiêm kích nhanh nhẹn, phần đầu tiên lô đầu gồm 26 chiếc một chỗ và 4 chiếc hai chỗ đã được giao cho không quân Ấn Độ bắt đầu vào năm 1985 với động cơ M53-5 cũ. Những máy bay này có tên gọi là Mirage 2000H5 và Mirage 2000TH5.
- Phần thứ hai của lô đầu tiên gồm 10 chiếc một chỗ nữa với động cơ M53-P2, nó có tên gọi là Mirage 2000H. Tất cả máy bay của lô đầu tiên đều được thay động cơ cũ bằng động cơ mới là M53-P2, những chiếc một chỗ đổi tên thành "Mirage 2000H" và những chiếc hai chỗ đổi tên thành Mirage 2000TH.
- Lô thứ hai gồm 6 chiếc Mirage 2000H một chỗ và 3 chiếc Mirage 2000TH hai chỗ được giao vào năm 1987-1988.

Các đơn đặt hàng gần đây:
- Năm 2004, chính phủ Ấn Độ phê chuẩn mua thêm 10 chiếc Mirage 2000H nữa, những chiếc máy bay mới có hệ thống điện tử nâng cấp, radar RDM-7 nâng cấp đặc biệt.
- Mirage 2000-5 là một ứng cử viên trong cuộc chạy đua giành hợp đồng cung cấp 126 máy bay tiêm kích mới cho Ấn Độ, các đối thủ khác bao gồm Mikoyan MiG-35, F-16 Falcon và JAS 39 Gripen. Tuy nhiên, Dassault công bố Mirage 2000 sẽ được thay thế bởi Rafale để tiếp tục cuộc cạnh tranh, do dây chuyền sản xuất Mirage 2000 đóng cửa.
- Ấn Độ tuyên bố một chương trình trị giá 1.9 tỷ USD để vũ trang 52 chiếc Mirage 2000 với tên lửa không chiến tầm gần MBDA ASRAAM bắt đầu vào năm 2007. Việc lắp đặt còn yêu cầu đến radar mới, thiết bị tác chiến điện tử và nâng cấp buồng lái và kênh dữ liệu. Mũ phi công sẽ trang bị hệ thống ngắm bắn. Đây sẽ là máy bay Mirage đầu tiên mang tên lửa của Anh. Dassault, Thales, và MBDA đang cố gắng tham gia chương trình này[7].

#### Mirage 2000P (Peru)
Peru đã đặt mua 10 chiếc Mirage 2000P một chỗ và 2 chiếc Mirage 2000DP huấn luyện hai chỗ. Peru cũng đặt mua các vũ khí tương tự như Ai Cập, cùng với thiết bị ngắm mục tiêu ATLIS II.

#### Mirage 2000-5EI (Trung Hoa Dân Quốc)

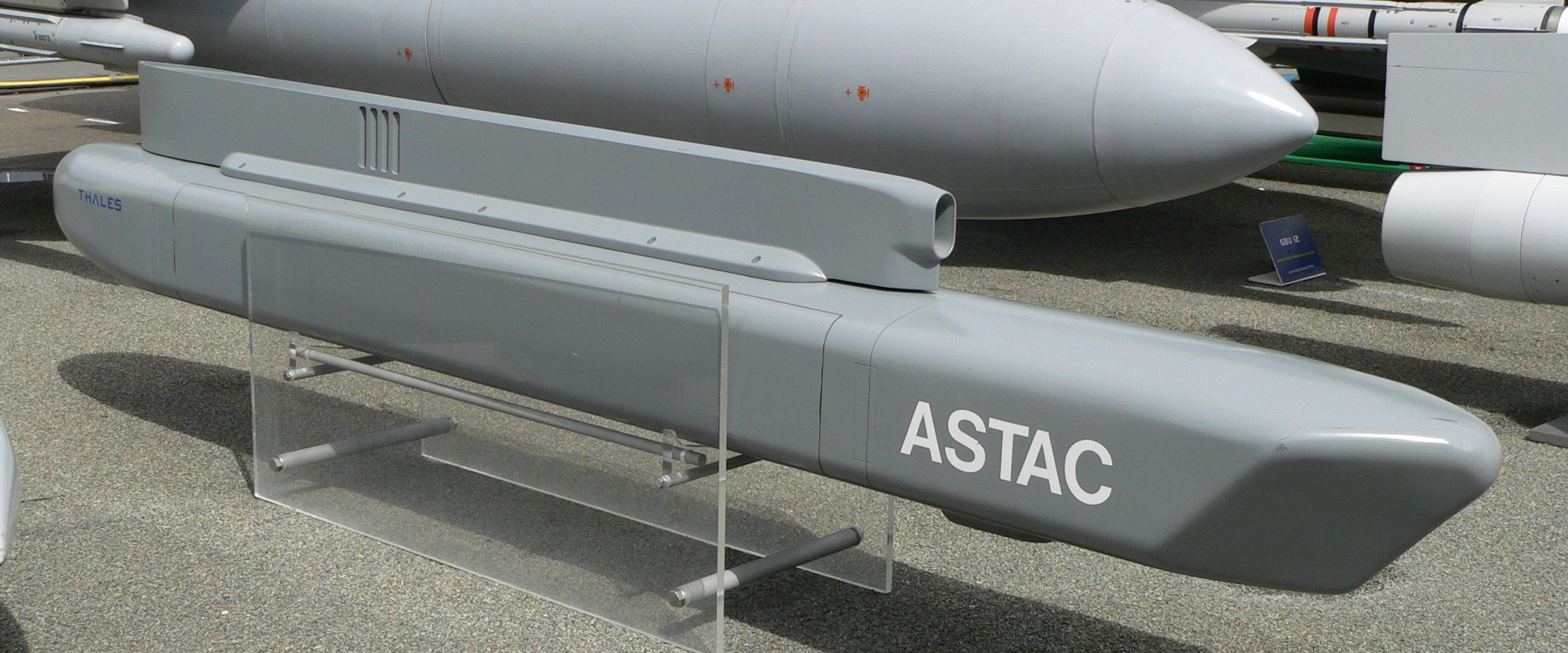
Thiết bị ASTAC

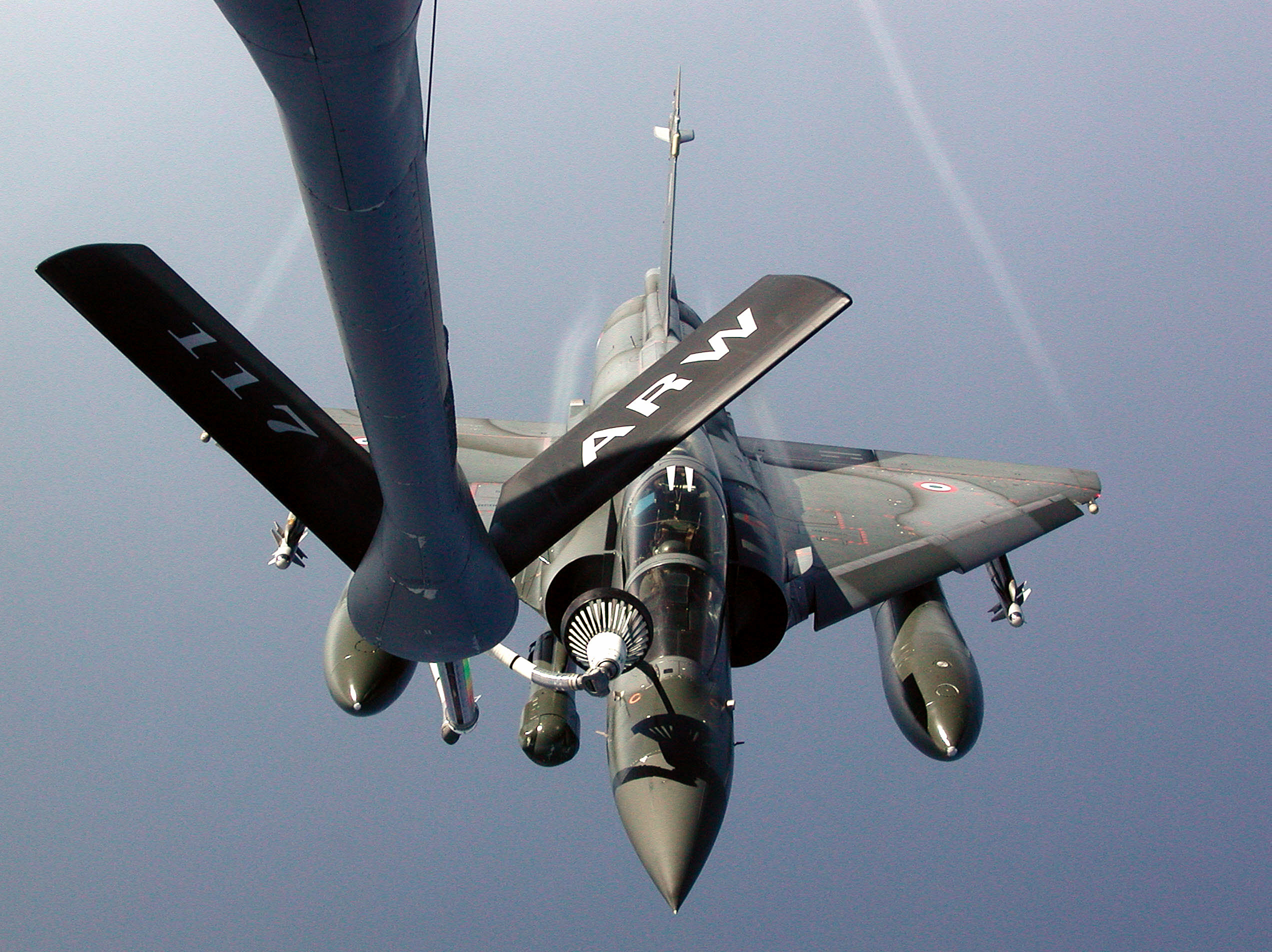
Mirage 2000 tiếp dầu từ một chiếc KC-135 tại Afgan

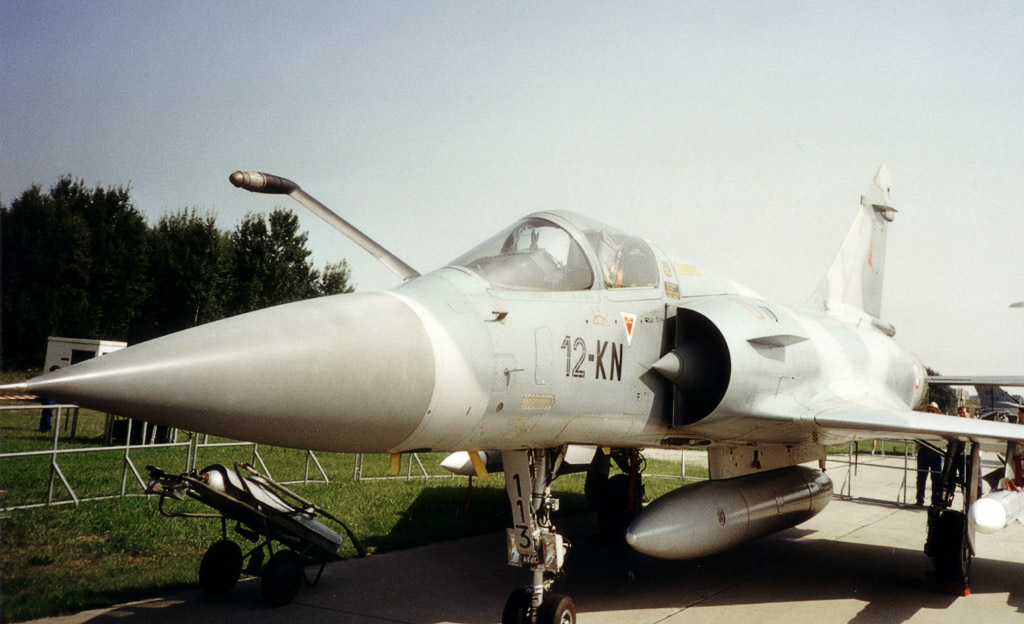
Mirage 2000C

Năm 1992, Trung Hoa Dân Quốc (Đài Loan), đã đặt mua 48 chiếc tiêm kích đánh chặn Mirage 2000-5EI một chỗ và 12 chiếc huấn luyện Mirage 2000-5DI, với chiếc đầu tiên hoạt động vào năm 1997 và chiếc cuối cùng được giao vào năm 1998. Đài Loan đã ký một hợp đồng mua thiết bị tình báo điện tử ASTAC cho những chiếc Mirage của mình.
- Pháp thông báo năm 1992 đã giới thiệu cho Đài Loan loại máy bay tiêm kích Dassault Mirage 2000-5. Số lượng máy bay được đồn đại là 120, nhưng thỏa thuận cuối cùng chỉ là 60 chiếc (48 chiếc một chỗ 2000-5EI và 12 chiếc 2000-5DI) vào ngày 17 tháng 11-1992. Đây là hợp đồng mua máy bay chiến đấu đầu tiên của không quân Đài Loan (ROCAF) từ Pháp, kể từ khi mua 24 chiếc Dewoitine D.510C vào năm 1937. Chương trình này có mã là "Fei Lung" (Phi Long).
- ROCAF cũng mua 960 tên lửa không đối không tầm trung MICA và 480 tên lửa không đối không tầm gần Magic II từ Matra. Những tên lửa trước đó cung cấp cho Mirage khả năng BVR (không chiến ngoài tầm nhìn), cần thiết cho vai trò đánh chặn tiền duyên. Một số giá súng hai nóng với pháo DEFA 554 cũng được trang bị và lắp đặt trên những chiếc hai chỗ không có súng trang bị bên trong. Các thiết bị hỗ trợ khác, như thùng nhiên liệu phụ, mũ phi công, và trang bị-G cũng được đặt mua.
- Lô đầu tiên của Mirage 2000-5 gồm 5 chiếc đã đến Cảng Hoa Liên-Đài Loan vào ngày 6 tháng 5-1997. Sau khi tháo dỡ, chúng được chuyển đến căn cứ không quân Hoa Liên, nơi chúng sẽ được mở ra và kiểm tram sau đó thực hiện bay tại căn cứ không quân Tân Trúc. Chiếc Mirage 2000-5 cuối cùng được giao trong một nghi lễ chính thức vào ngày 26 tháng 11-1998.

Mọi chiếc Mirage 2000-5 đang hoạt động trong đơn vị không quân chiến thuật số 499 tại Tân Trúc. Đơn vị đầu tiên được chuyển đổi sang bay Mirage là phi đội tiêm kích chiến thuật số 41 vào ngày 1 tháng 12-1997. Tiếp theo là phi đội số 42 vào ngày 26 tháng 11-1998. Không đoàn số 499 đạt được IOC (Khả năng hoạt động ban đầu) vào ngày 10 tháng 5-2001, và phi đội chiến thuật số 48 cũng được ủy nhiệm bay Mirage cùng ngày.
Vào ngày 1 tháng 11-2004, phi đội tiêm kích chiến thuật số 41 và 42 được nâng cấp thành liên đoàn tiêm kích chiến thuật (TFG), trong khi phi đội tiêm kích chiến thuật số 48 trở thành liên đoàn huấn luyện số 48 (TG), đây là những thay đổi trong một đợt tái cơ cấu lực lượng lớn của ROCAF từ năm 1999. Cùng lúc, liên đoàn tiêm kích chiến thuật số 11 ban đầu đã giải thể. Mỗi một TFG/TG mới được chỉ huy bởi một đại tá, nhưng số lượng máy bay được cấp không khác nhiều so với một phi đội. Dù tên chính thức tiếng Anh của các đơn vị là Liên đoàn tiêm kích chiến thuật, nhưng tên chữ Hán theo nghĩa đen là Liên đoàn chiến dịch.
Thử nghiệm và sử dụng vũ khí
- Ngày 8 tháng 5-1998, một chiếc Mirage 2000-5 hai chỗ thuộc không đoàn tiêm kích chiến thuật (TFW) số 2 đã bắn một tên lửa MICA trúng một mục tiêu không người lái từ khoảng cách 67 km. Đây là lần phóng đầu tiên của tên lửa này ngoài nước Pháp. Cuộc diễn tập bắn MICA thứ hai diễn ra tại bờ biển phía đông Đài Loan vào ngày 29 tháng 3-2000. Chiếc Mirage 2000-5 số 2051 đã bắn tên lửa MICA trong cuộc diễn tập này.
- Ngày 21 tháng 7-2004, 2 chiếc Mirage 2000-5 thuộc TFW số 2 hạ cánh trên đường băng dự bị thời chiến tại khu vực Jenteh trên quốc lộ số 1[8], trong cuộc diễn tập hàng năm Han Kuang lần thứ 20. Chiếc Mirage 2000-5DI số 2051, do phi công Wei-Kuang Chang và Juei-Chi Duan điều khiển, chiếc số 2054 do Bin-Fu Wu và Jien-Liang Chen điều khiển, cất cánh từ căn cứ không quân Tân Trúc vào lúc 5h40. Chiếc 2051 hạ cánh trên đường quốc lộ vào lúc 6h20, chiếc 2054 lúc 6h22. Hai máy bay phản lực sau đó chạy đến cuối đường băng dự trữ để tiếp nhiên liệu và trang bị lại với hai tên lửa không đối không Magic. Lúc 7h12, chiếc 2051 cất cánh và chiếc 2054 cũng cất cánh sau đó ít phút. Cả hai máy bay hạ cánh tại Tân Trúc lúc 7h36.

#### Mirage 2000-5EDA (Qatar)
Năm 1994, Qatar đã đặt mua 9 chiếc Mirage 2000-5EDA một chỗ và 3 chiếc Mirage 2000-5DDA huấn luyện, việc chuyển giao bắt đầu vào năm 1997.

#### Mirage 2000EAD/RAD (UAE)

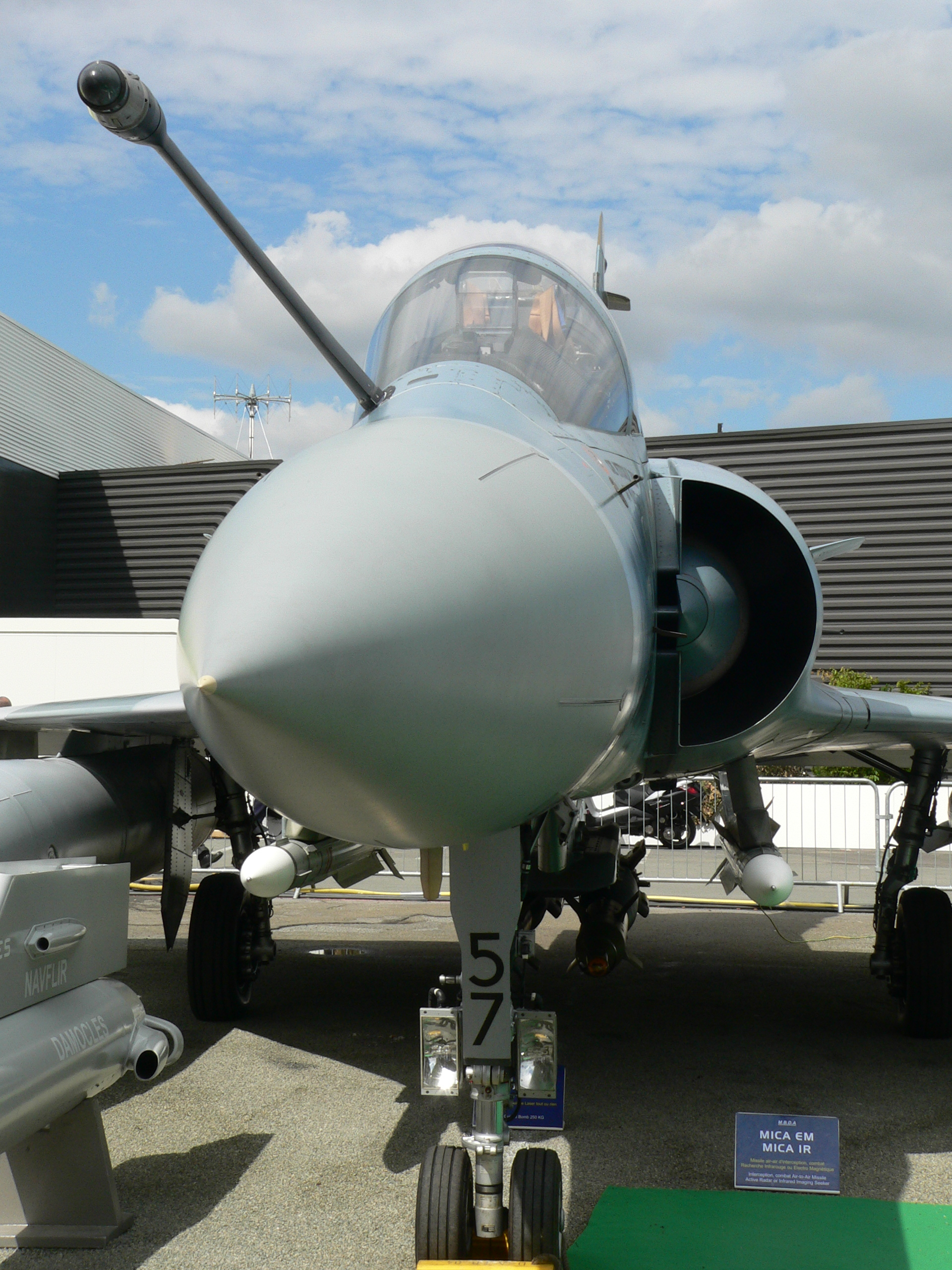
Phần mũi của Mirage 2000.

Năm 1983, UAE (Các tiểu vương quốc Ả rập thống nhất) đặt mua 22 chiếc Mirage 2000EAD một chỗ, 8 chiếc trinh sát một chỗ Mirage 2000RAD, và 6 chiếc Mirage 2000DAD huấn luyện, tổng cộng là 36 chiếc. UAE đã đặt các bộ phận điện tử phòng thủ được chế tạo từ Ý, chúng bị chuyển giao chậm trễ cho đến tận năm 1989.
- Mirage 2000RAD trinh sát là một phương án độc nhất, không được trang bị sẵn các camera hay cảm biến, và máy bay vẫn có thể chiến đấu trên không hay tấn công. Hệ thống trinh sát được gắn ngoài, bao gồm thiết bị radar Thales "SLAR 2000", thiết bị đa camera Dassault "COR2" có khả năng tạo ảnh rõ ràng và hồng ngoại, và thiết bị camera quang học thiên văn tầm xa Dassault "AA-3-38 HAROLD". UAE là quốc gia duy nhất sử dụng một phương án trinh sát chuyên dụng của Mirage 2000 vào thời điểm đó.

Mirage 2000-9
Mirage 2000-9 là phiên bản xuất khẩu của Mirage 2000-5 Mk.2.
- UAE là khách hàng đầu tiên, mua 32 chiếc máy bay chế tạo mới, gồm 20 chiếc Mirage 2000-9 một chỗ và 12 chiếc Mirage 2000-9D hai chỗ. Việc chuyển giao cho UAE bắt đầu vào mùa xuân năm 2003. 30 chiếc nữa trong đơn đặt hàng Mirage 2000 của Abu Dhabi cũng sẽ được nâng cấp thành tiêu chuẩn Mirage 2000-9.
- Những chiếc Mirage 2000-9 của UAE được trang bị tốt cho các nhiệm vụ tấn công, một khi chung được trang bị các thiết bị ngắm mục tiêu laser Shehab (một phiên bản của Damocles) và thiết bị dẫn đường Nahar gắn ngoài, sẽ bổ sung cho chế độ không đối đất của radar RDY-2. Chúng cũng được trang bị với hệ thống đối phó phân loại có tên gọi "IMEWS", hệ thống này có thể so sánh được với ICMS 3. UAE cũng mua tên lửa hành trình "Black Shaheen", về cơ bản là một phiên bản của tên lửa hành trình MBDA Apache tương tự như Storm Shadow.
- vào 4 tháng 4-2005, một chiếc Mirage 2000-9 đã rơi sau khi cất cánh từ căn cứ không quân Istres miền nam nước Pháp trong một chuyến bay thử nghiệm trước khi được giao cho Abu Dhabi. 2 phi công, phi công thử nghiệm chính của Dassault là Eric Gérard và phi công của UAE đã thoát nạn và không bị thương. Động cơ đã bị hỏng trong khi cất cánh là nguyên nhân. Máy bay rơi tại một khu vực vắng vẻ của căn cứ.[9].

#### Mirage 2000EG (Hy Lạp)

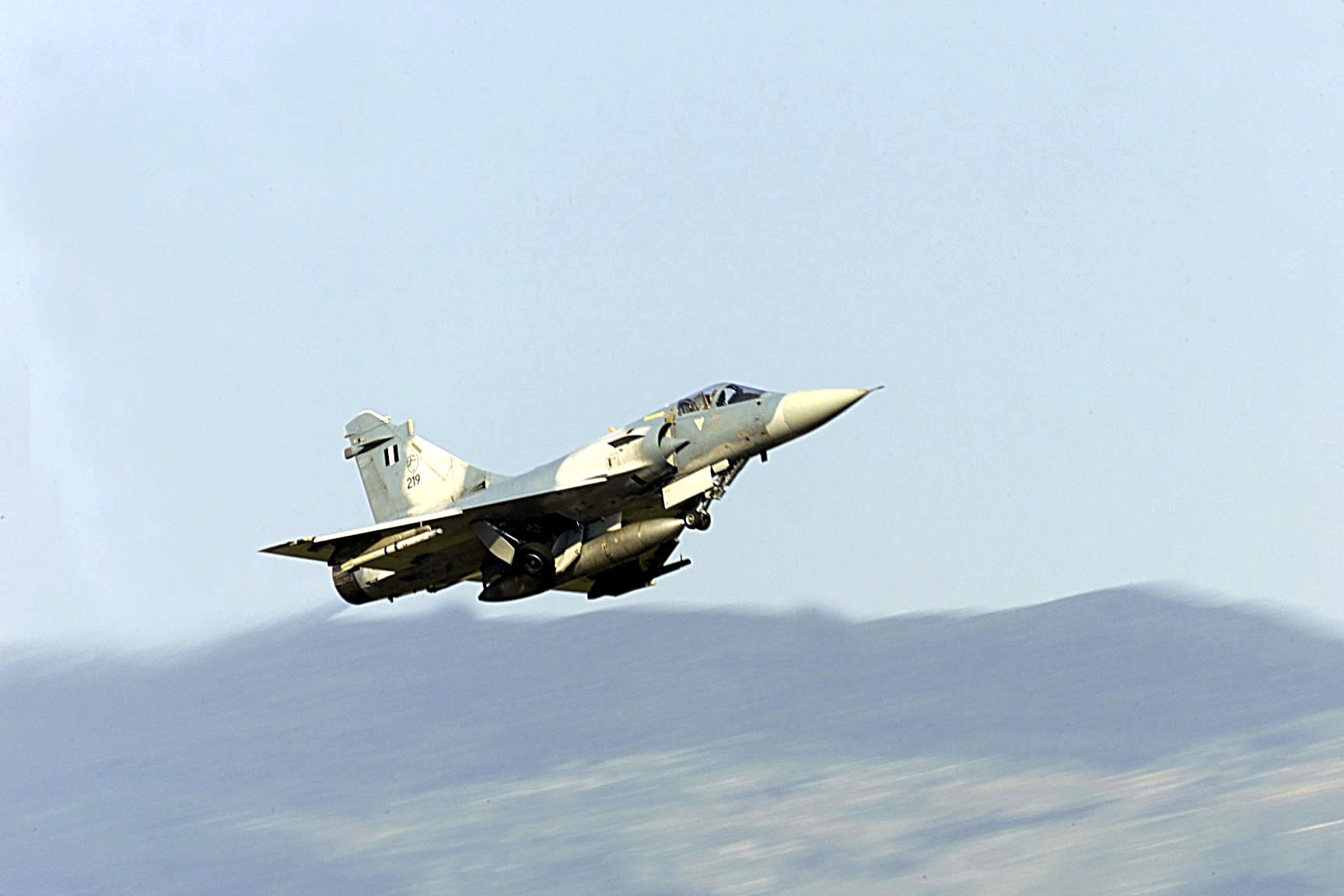
Mirage 2000EG của Hy Lạp.

Bắt đầu vào tháng 3-1985, Hy Lạp đã đặt mua 36 chiếc Mirage 2000EG một chỗ và 4 chiếc Mirage 2000BG huấn luyện hai chỗ, đây là một phần trong dự án hiện đại hóa "Talos".
- Những máy bay của Hy Lạp nổi bật với hệ thống phòng thủ ICMS 1, đây là phiên bản nâng cấp của bộ đối phó phòng thủ tiêu chuẩn Mirage 2000C và đặc trưng bởi hai ăng ten nhỏ gần đỉnh cánh đuôi đứng. Những chiếc Mirage 2000 này đã được sửa đổi để mang tên lửa chống tàu Aerospatiale AM39 Exocet.
- Năm 2000, Hy Lạp đã đặt mua một lô gồm 25 chiếc tiêm kích Mirage 2000-5 Mk.2, được trang bị hệ thống vô tuyến bảo mật SATURN. Đơn đặt hàng bao gồm 15 máy bay mới và 10 chiếc Mirage 2000EG hiện có của Hy Lạp. Bề ngoài thì Hy Lạp không đặt nâng cấp những phiên bản hai chỗ.

#### Mirage 2000BR (Brazil)
Dassault đã tham gia một cuộc cạnh cung cấp máy bay chiến đấu cho Brasil với Mirage 2000BR, phiên bản khác của Mirage 2000-9. Do vấn đề ngân sách của Brazil, cuộc cạnh tranh đã lùi lại vài năm cho đến khi bị hoãn lại tháng 2 năm 2005.
- Vào tháng 7-2005, Brazil đồng ý mua 12 chiếc Mirage 2000C cũ của AdA (Không quân Pháp).
- 2 chiếc Mirage 2000C và Mirage 2000B đầu tiên được giao cho Không quân Brazil (FAB) vào 4 tháng 9-2006. Máy bay được giao cho đơn vị không quân 1º GDA in Anápolis, Goiás thay thế Mirage IIIEBR/DBR. Những chiếc Mirage 2000 này có tên F-2000 trong biên chế của FAB.

## Các quốc gia sử dụng

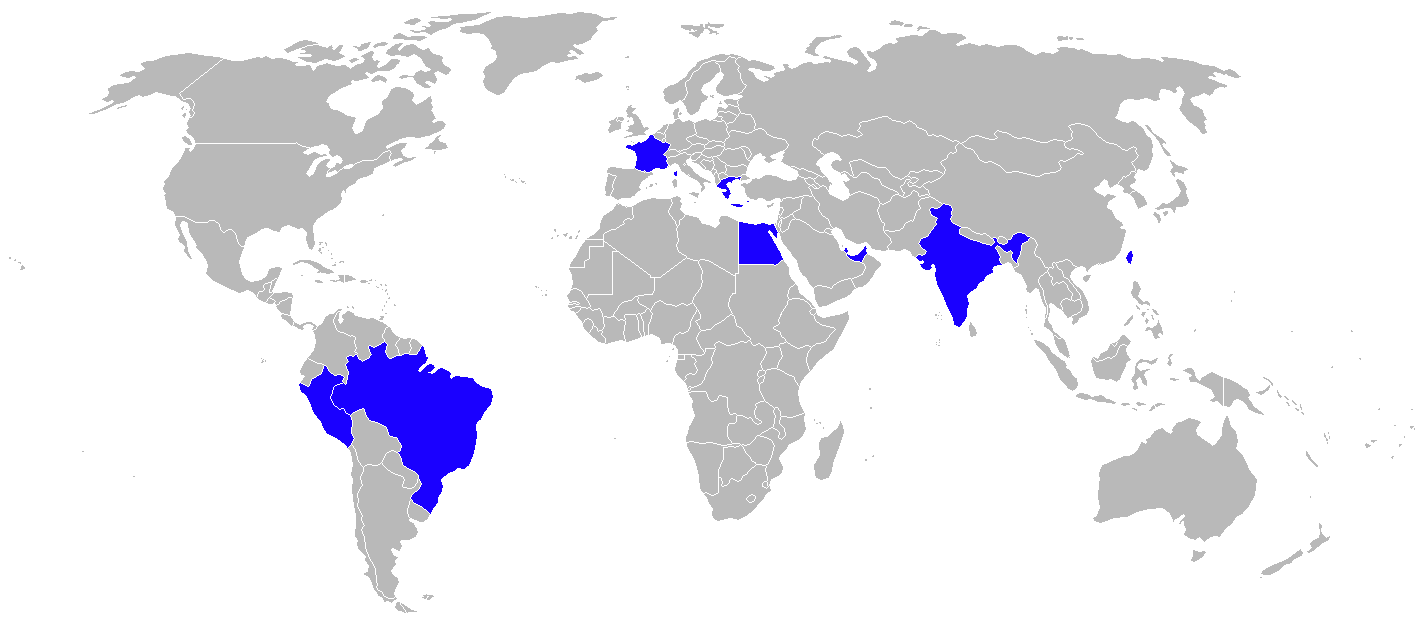
Các quốc gia sử dụng Mirage 2000

| Pháp               | Pháp                                       | Pháp     |
| Biến thể           | Vai trò                                    | Số lượng |
| ------------------ | ------------------------------------------ | -------- |
| 2000C              | Máy bay chiến đấu một chỗ ngồi             | 124      |
| 2000C              | Đã được nâng cấp theo tiêu chuẩn 2000-5F   | 37       |
| 2000D              | Tấn công quy ước hai chỗ ngồi              | 86       |
| 2000N              | Tấn công hạt nhân hai chỗ ngồi             | 75       |
| 2000B              | Hai chỗ ngồi với bộ 2000C                  | 30       |
| Tổng               | Tổng                                       | 315      |
| Ấn Độ              |                                            |          |
| 2000H              | So sánh được với 2000C                     | 52       |
| 2000D              |                                            | 10       |
| 2000TH             | Huấn luyện hai chỗ ngồi                    | 7        |
| Tổng               | Tổng                                       | 69       |
| UAE                |                                            |          |
| 2000EAD            | Đa nhiệm vụ một chỗ ngồi                   | 22       |
| 2000-9             | Một chỗ ngồi                               | 20       |
| 2000-9D            | Huấn luyện hai chỗ ngồi                    | 12       |
| 2000RAD            | Biến thể trinh sát                         | 8        |
| 2000DAD            | Huấn luyện hai chỗ ngồi                    | 6        |
| Tổng               | Tổng                                       | 68       |
| Trung Hoa Dân Quốc |                                            |          |
| 2000-5EI           | Tương tự 2000-5                            | 48       |
| 2000-5DI           | Tương tự 2000-5D                           | 12       |
| Tổng               | Tổng                                       | 60       |
| Hy Lạp             |                                            |          |
| 2000EG             | Tương tự 2000C                             | 11       |
| 2000-5 Mk 2        | Máy bay chiến đấu đa nhiệm vụ              | 25       |
| 2000DG             | Huấn luyện hai chỗ ngồi                    | 8        |
| Tổng               | Tổng                                       | 44       |
| Ai Cập             |                                            |          |
| 2000EM             | Tương tự 2000C                             | 16       |
| 2000BM             | Huấn luyện hai chỗ ngồi                    | 4        |
| Tổng               | Tổng                                       | 20       |
| Qatar              |                                            |          |
| 2000-5EDA          | Máy bay chiến đấu một chỗ ngồi             | 9        |
| 2000-5DDA          | Huấn luyện hai chỗ ngồi                    | 3        |
| Tổng               | Tổng                                       | 12       |
| Perú               |                                            |          |
| 2000P              | Máy bay chiến đấu đa nhiệm vụ một chỗ ngồi | 10       |
| 2000DP             | Huấn luyện hai chỗ ngồi                    | 2        |
| Tổng               | Tổng                                       | 12       |
| Brasil             |                                            |          |
| 2000C              | Máy bay chiến đấu một chỗ ngồi             | 10       |
| 2000B              | Huấn luyện hai chỗ ngồi                    | 2        |
| Tổng               | Tổng                                       | 12       |

## Tương lai
Mirage 2000 được dự định thay thế tại Pháp bởi Dassault Rafale, loại máy bay bắt đầu hoạt động trong Không quân Pháp ngày 27 tháng 6 năm 2006.

## Thông số kỹ thuật (Mirage 2000C)

### Đặc điểm riêng
- Phi đoàn: 1
- Chiều dài: 14.36 m (50 ft 3 in)
- Sải cánh: 9.13 m (29 ft)
- Chiều cao: 5.30 m (17 ft 5 in)
- Diện tích cánh: 41 m² (441.32 ft²)
- Trọng lượng rỗng: 7.600 kg (17.000 lb)
- Trọng lượng cất cánh: 13.800 kg (30.420 lb)
- Trọng lượng cất cánh tối đa: 17.000 kg (37.500 lb)
- Động cơ: 1× SNECMA M53-P2, 64 kN và 95 kN khi đốt nhiên liệu phụ trội

### Hiệu suất bay
- Vận tốc cực đại: Mach 2.2

2.200 km/h
- Tầm bay: 1.450 km (770 NM, 890 mi)
- Trần bay: 18.000 m (59.000 ft)
- Vận tốc lên cao: 285 m/s (56.000 ft/min)
- Lực nâng của cánh: 337 kg/m² (69 lb/ft²)
- Lực đẩy/trọng lượng: 0.91
- Tốc độ tối đa trên mực nước biển: 1.480 km/h (Mach 1.2)
- Thời gian lên độ cao 9.700 m: 1,75 min
- Thời gian lên độ cao 15.000 m: 4 min
- Tốc độ đổi hướng tại 5 g: 12°/sec
- Tốc độ đổi hướng tại 9 g: 24°/sec.
- g tối đa: thông thường 9 g, quá tải 11 g, cơ động đột ngột 13,5 g.

### Vũ khí
- Súng: 2× pháo DEFA 30 mm (1.18 in)
- Tên lửa: 4× tên lửa không đối không MBDA MICA

## Văn hoá đại chúng

Áp phích quảng cáo phim Les Chevaliers du Ciel (Mirage 2000-5 của không quân Pháp)

Phiên bản Mirage 2000C đã xuất hiện trong một bộ phim của Pháp năm 2005 có tên là Les Chevaliers du Ciel (Lit.The Knights of Sky, tiêu đề tiếng Anh Sky Fighters, imdb), diễn viên Benoît Magimel vai đại úy Antoine "Walk'n" Marchelli và Clovis Cornillac vai đại úy Sébastien "Fahrenheit" Vallois. Không một hiệu ứng hình ảnh tiền sản xuất nào được sử dụng để thay thế máy bay, và các chuyến bay được quay phim bằng một chiếc camera đặt trong một thùng nhiên liệu sửa đổi mang trên một chiếc Mirage khác hoặc một chiếc Alphajets.

## Chủ đề liên quan

### Máy bay có cùng sự phát triển
- Dassault Mirage 2000N/2000D
- Dassault Mirage 4000

### Máy bay có tính năng tương đương
- Chengdu J-10
- F/A-18 Hornet
- F-16 Fighting Falcon
- HAL Tejas
- IAI Lavi
- JAS 39 Gripen
- Mikoyan MiG-29
- Mitsubishi F-2
- F-106

### Danh sách trình tự
50 - F1 - G - 2000/2000N/D - 4000

### Danh sách
- Danh sách máy bay chiến đấu
- Danh sách máy bay quân sự Pháp